# Llista de peixos marins de Catalunya
Aquesta llista de peixos marins de Catalunya és un recull de les espècies de peixos que habiten a les costes catalanes. Les diferents espècies estan ordenades de forma sistemàtica per ordre i família.
Al Mediterrani català es troben més de 120 espècies de peixos, crustacis, cefalòpodes i peixos de closca. Els més consumits són, per ordre, el llucet, les sardines, el gall, la tonyina, els seitons, les anxoves i el congre.

## ClasseChondrichthyes

### SubclassePleurotremata
- Ordre Hexanchiformes: 
  - Família Hexanchidae: 
    - Boca dolça (Hexanchus griseus) (Bonnaterre, 1788)[2]
    - Porc marí (Oxynotus centrina) (Linnaeus, 1758)[3]
    - Ullàs (Centrophorus granulosus) (Bloch & Schneider, 1801)[4]
    - Negret (Etmopterus spinax) (Linnaeus, 1758)[3]
    - Quissona (Squalus acanthias) (Linnaeus, 1758)[3]
- Ordre Squatiniformes: 
  - Família Squatinidae: 
    - Escat veixigal (Squatina oculata) (Bonaparte, 1840)[5]
      - Escat (Squatina squatina) (Linnaeus, 1758)[3]
- Ordre Lamniformes: 
  - Família Alopiidae: 
    - Peix guilla (Alopias vulpinus) (Bonnaterre, 1788)[2]

  - Família Cetorhinidae: 
    - Pelegrí (Cetorhinus maximus) (Gunner, 1765)[6][7][8]
    - Tauró blanc (Carcharodon carcharias) (Linnaeus, 1758)[3]
    - Solraig (Isurus oxyrinchus) (Rafinesque, 1810)[9]
    - Tauró sardiner (Lamna nasus) (Bonnaterre, 1788)[10]
- Ordre Carcharhiniformes: 
  - Família Scyliorhinidae: 
    - Moixina (Galeus melastomus) (Rafinesque, 1810)[9]
    - Gató (Scyliorhinus canicula) (Linnaeus, 1758)[3]
    - Gatvaire (Scyliorhinus stellaris) (Linnaeus, 1758)[3]

  - Família Triakidae: 
    - Ca marí (Galeorhinus galeus) (Linnaeus, 1758)[3]
    - Mussola pigallada (Mustelus asterias) (Cloquet, 1821)[11]
    - Mussola vera (Mustelus mustelus) (Linnaeus, 1758)[3]

  - Família Carcharhinidae: 
    - Tintorera (Prionace glauca) (Linnaeus, 1758)[3]

  - Família Sphyrnidae: 
    - Peix martell (Sphyrna zygaena) (Linnaeus, 1758)[3]
- Ordre Myliobatiformes: 
  - Família Dasyatidae: 
    - Escurçana violeta (Dasyatis violacea)
    - Ferrassa (Dasyatis pastinaca) (Linnaeus, 1758)[3]

  - Família gimnúrids: 
    - Mantellina (Gymnura altavela) (Linnaeus, 1758)[3]

  - Família Mobulidae: 
    - Manta (Mobula mobular) (Bonnaterre, 1788)[12]

  - Família miliobàtids: 
    - Bon Jesús (Myliobatis aquila) (Linnaeus, 1758)[3]
- Ordre raïformes: 
  - Família Rajidae: 
    - Clavellada (Raja clavata)
    - Rajada de miralls (Raja miraletus)
    - Caputxó (Dipturus oxyrinchus)

  - Família Rhinobatidae: 
    - Guitarra (Rhinobatos rhinobatos) (Linnaeus, 1758)[3]
- Ordre Torpediniformes: 
  - Família Torpedinidae: 
    - Vaca tremolosa (Torpedo marmorata) (Risso, 1810)[13]
    - Vaca comuna (Torpedo torpedo) (Linnaeus, 1758)[3]

## Classeosteïctis
- Ordre anguil·liformes: 
  - Família anguíl·lids: 
    - Anguila (Anguilla anguilla) (Linnaeus, 1758)[3]

  - Família còngrids: 
    - Congre de sucre (Ariosoma balearicum)
    - Congre (Conger conger) (Linnaeus, 1758)[3]

  - Família Muraenidae: 
    - Morena (Muraena helena) (Linnaeus, 1758)[3]
- Ordre Clupeiformes: 
  - Família Engraulidae: 
    - Aladroc (Engraulis encrasicolus) (Linnaeus, 1758)[3]
    - Família Clupeidae:
    - Sardina (Sardina pilchardus sardina)
    - Alatxa (Sardinella aurita) (Valenciennes "a" Cuvier & Valenciennes, 1847 )[14]
- Ordre Salmoniformes: 
  - Família Argentinidae: 
    - Peix d'argent (Argentina sphyraena) (Linnaeus, 1758)[3]
- Ordre Aulopiformes: 
  - Família Chlorophthalmidae: 
    - Ullverd (Chlorophthalmus agassizii) (Bonaparte, 1840 )[15]

  - Família Synodontidae: 
    - Capsempe (Synodus saurus) (Linnaeus, 1758)[3]
- Ordre Lophiiformes: 
  - Família Lophiidae: 
    - Rap vermell (Lophius budegassa) (Spinola, 1807 )[16]
    - Rap (Lophius piscatorius) (Linnaeus, 1758)[3]
- Ordre Gadiformes: 
  - Família Gadidae: 
    - Maire (Micromesistius poutassou) (Risso, 1826 )[17]
    - Mòllera de fang (Phycis blennoides) (Brünnich, 1768)[18]
    - Mòllera roquera (Phycis phycis) (Linnaeus, 1758)[19]
    - Capellà (Trisopterus minutus)

  - Família Merlucciidae: 
    - Lluç europeu (Merluccius merluccius) (Linnaeus, 1758)[3]
- Ordre Gobiesociformes: 
  - Família Gobiesocidae: 
    - Xucladits (Lepadogaster lepadogaster purpurea)
- Ordre Atheriniformes: 
  - Família Atherinidae: 
    - Moixó (Atherina boyeri)

- Ordre Beloniformes: 
  - Família Exocoetidae: 
    - Orenol (Exocoetus volitans) (Linnaeus, 1758)[3]
    - orenyola (Hirundichthys rondeletii)

  - Família Belonidae: 
    - Agulla (Belone belone gracilis)
- Ordre Zeiformes: 
  - Família Caproidae: 
    - Xavo (Capros aper) (Linnaeus, 1758)[3]

  - Família Zeidae: 
    - Gall (Zeus faber) (Linnaeus, 1758)[3]
- Ordre Cyprinodontiformes: 
  - Família Poeciliidae: 
    - Moixó de moscard (Gambusia affinis) (Baird & Girard, 1853)[20]
- Ordre Gasterosteiformes: 
  - Família Gasterosteidae: 
    - Jonqueter (Gasterosteus aculeatus) (Linnaeus, 1758)[21]
- Ordre Syngnathiformes: 
  - Família Syngnathidae: 
    - Cavall marí (Hippocampus hippocampus) (Linnaeus, 1758)[3]
    - Cavall de mar (Hippocampus ramulosus)
    - Serpeta (Nerophis ophidion) (Linnaeus, 1758)[3]
    - Peix bada (Syngnathus acus rubescens)
    - Serpentí (Syngnathus typhle) (Linnaeus, 1758)[3]

  - Família Macroramphosidae: 
    - Trompeter (Macroramphosus scolopax) (Linnaeus, 1758)[3]
- Ordre Dactylopteriformes: 
  - Família Dactylopteridae: 
    - Xoriguer (Dactylopterus volitans) (Linnaeus, 1758)[3]
- Ordre Scorpaeniformes: 
  - Família Sebastidae: 
    - Serrà imperial (Helicolenus dactylopterus dactylopterus) (Delaroche, 1809)[22]

  - Família Scorpaenidae: 
    - Escórpora de penyal (Scorpaena maderensis) (Valenciennes, 1833)[23]
    - Captinyós (Scorpaena notata) (Rafinesque, 1810)[9]
    - Escórpora fosca (Scorpaena porcus) (Linnaeus, 1758)[3]
    - Cap-roig (Scorpaena scrofa) (Linnaeus, 1758)[3]

  - Família Peristediidae :
    - Arnès (Peristedion cataphractum) (Linnaeus, 1758)[3]

  - Família Triglidae: 
    - Capet (Lepidotrigla cavillone) (Lacépède, 1801)[24]
    - Oriola (Chelidonichthys lucerna)
    - Rafel (Trigla lyra) (Linnaeus, 1758)[3]
    - Gallineta (Trigloporus lastoviza) (Bonnaterre, 1788)[25]
- Ordre Perciformes: 
  - Família Moronidae: 
    - Llobarro (Dicentrarchus labrax)
    - Llobarro pigallat (Dicentrarchus punctatus) (Bloch, 1792)

  - Família Serranidae
    - Forcadella (Anthias anthias) (Linnaeus, 1758)[3]
    - Anfós llis (Epinephelus costae) (Steindachner, 1878)[26]
    - Xerna (Epinephelus caninus) (Valenciennes, 1843)[27]
    - Anfós (Epinephelus marginatus) (Lowe, 1834)[28]
    - Anfós jueu (Mycteroperca rubra) (Bloch, 1793)[29]
    - Serrà mascle (Serranus atricauda) (Günther, 1874)[30]
    - Serrà (Serranus cabrilla) (Linnaeus, 1758)[3]
    - Músic (Serranus hepatus) (Linnaeus, 1758)[3]
    - Vaca (Serranus scriba) (Linnaeus, 1758)[3]

  - Família Polyprionidae
    - Dot (Polyprion cernium) (Linnaeus, 1758)[3]

  - Família Apogonidae: 
    - Mare d'anfós (Apogon imberbis) (Linnaeus, 1758)[3]

  - Família Cepolidae: 
    - Cinta (Cepola macrophthalma) (Linnaeus, 1758)[3]

  - Família Pomatomidae: 
    - Tallahams (Pomatomus saltator) (Linnaeus, 1758)[19]

  - Família Carangidae: 
    - Palomida (Lichia amia) (Linnaeus, 1758)[3]
    - Pàmpol (Naucrates ductor) (Linnaeus, 1758)[3]
    - Serviola (Seriola dumerili) (Risso, 1810)[31]
    - Palomida blanca (Trachinotus ovatus) (Linnaeus, 1758)[3]
    - Sorell (Trachurus trachurus) (Linnaeus, 1758)[3]

  - Família Coryphaenidae: 
    - Llampuga (Coryphaena hippurus) (Linnaeus, 1758)[3]
    - Llampuga borda (Coryphaena equiselis) (Linnaeus, 1758)[3]

  - Família Bramidae: 
    - Castanyola (Brama brama) (Bonnaterre, 1788)[2]

  - Família Echeneididae: 
    - Rèmora comuna (Remora remora) (Linnaeus, 1758)[3]

  - Família Haemulidae: 
    - Roncador (Pomadasys incisus) (Bowdich, 1825)[32]

  - Família Sciaenidae: 
    - Corbina (Argyrosomus regius)
    - Corball de roca (Sciaena umbra) (Linnaeus, 1758)[3]
    - Reig (Umbrina cirrosa) (Linnaeus, 1758)[3]

  - Família Mullidae: 
    - Moll de fang (Mullus barbatus) (Linnaeus, 1758)[3]
    - Moll de roca (Mullus surmuletus) (Linnaeus, 1758)[3]

  - Família Sparidae: 
    - Boga (Boops boops) (Linnaeus, 1758)[3]
    - Déntol (Dentex dentex) (Linnaeus, 1758)[3]
    - Esparrall (Diplodus annularis) (Linnaeus, 1758)[3]
    - Sard imperial (Diplodus cervinus cervinus) (Lowe, 1841 )[33]
    - Morruda (Diplodus puntazzo) (Cetti, 1777 )[34]
    - Sard (Diplodus sargus) (Linnaeus, 1758)[35]
    - Variada (Diplodus vulgaris) (Geoffroy Saint-Hilaire, 1817 )[36]
    - Mabre (Lithognathus mormyrus) (Linnaeus, 1758)[3]
    - Oblada (Oblada melanura) (Linnaeus, 1758)[3]
    - Besuc (Pagellus acarne) (Risso, 1826)[37]
    - Goràs (Pagellus bogaraveo) (Brünnich, 1768)[18]
    - Pagell (Pagellus erythrinus) (Linnaeus, 1758)[3]
    - Salpa (Sarpa salpa) (Linnaeus, 1758)[3]
    - Orada (Sparus aurata) (Linnaeus, 1758)[3]
    - Pàguera (Sparus pagrus) (Linnaeus, 1758)[3]
    - Càntera (Spondyliosoma cantharus) (Linnaeus, 1758)[3]

- - Família Centracanthidae: 
    - Xucla (Spicara maena maena)
    - Gerret (Spicara smaris) (Linnaeus, 1758)[3]
    - Gerret anglès (Centracanthus cirrus) (Rafinesque, 1810)[9]

  - Família Pomacentridae: 
    - Tuta (Chromis chromis) (Linnaeus, 1758)[3]

  - Família Labridae: 
    - Donzella (Coris julis) (Linnaeus, 1758)[3]
    - Pastanaga (Labrus bimaculatus) (Linnaeus, 1758)
    - Tord massot (Labrus merula) (Linnaeus, 1758)[3]
    - Grívia (Labrus viridis) (Linnaeus, 1758)[3]
    - Tamborer (Symphodus cinereus) (Bonnaterre, 1788)[2]
    - Tord roquer (Symphodus mediterraneus) (Linnaeus, 1758)[3]
    - Llambrega (Symphodus melanocercus) (Risso, 1810)[38]
    - Saig (Symphodus ocellatus ocellatus)
    - Roquer verd (Symphodus roissali) (Risso, 1810)[31]
    - Trugeta (Symphodus rostratus) (Bloch, 1797)[39]
    - Tord lloro (Symphodus tinca) (Linnaeus, 1758)[3]
    - Fadrí (Thalassoma pavo) (Linnaeus, 1758)[3]
    - Raor (Xyrichtis novacula)

  - Família Ammodytidae: 
    - Enfú (Gymnammodytes cicerelus) (Rafinesque, 1810)[9]

  - Família Trachinidae: 
    - Aranya fragata (Trachinus araneus) (Cuvier, 1829)[40]
    - Aranya blanca (Trachinus draco) (Linnaeus, 1758)[3]
    - Aranya de cap negre (Trachinus radiatus) (Cuvier, 1829)[41]

  - Família Uranoscopidae: 
    - Rata (Uranoscopus scaber) (Linnaeus, 1758)[3]

  - Família Scombridae: 
    - Mèlvera (Auxis rochei) (Risso, 1810)[31]
    - Bacoreta (Euthynnus alletteratus) (Rafinesque, 1810)[9]
    - Bonítol (Sarda sarda) (Bloch, 1793)[42]
    - Bis (Scomber japonicus) (Houttuyn, 1782)[43]
    - Verat (Scomber scombrus) (Linnaeus, 1758)[3]
    - Bacora (Thunnus alalunga) (Bonnaterre, 1788)[25]
    - Tonyina d'ulls grossos (Thunnus obesus) (Lowe, 1839)[44]
    - Tonyina blava (Thunnus thynnus thynnus)

  - Família Xiphiidae: 
    - Emperador (Xiphias gladius) (Linnaeus, 1758)[3]

  - Família Istiophoridae: 
    - Agulla de paladar (Tetrapterus belone) (Rafinesque, 1810)[9]
    - Agulla blanca (Tetrapturus albidus) (Poey, 1860)[45]

- - Família Gobiidae: 
    - Jonquillo (Aphia minuta) (Risso, 1810)[31]
    - Cabotí (Crystallogobius linearis) (von Düben, 1845)[46]
    - Cabot d'ortiga (Gobius bucchichi) (Steindachner, 1870)[47]
    - Cabot (Gobius cobitis) (Pallas, 1811)[48]
    - Cabot anglès (Gobius cruentatus) (Gmelin, 1789 )[49]
    - Cabot d'arena (Gobius geniporus) (Valenciennes, 1837 )[50]
    - Cabot de fang (Gobius niger) (Linnaeus, 1758)[3]
    - Cabot comú (Gobius paganellus) (Linnaeus, 1758)[3]
    - Cabot retxat (Gobius vittatus) (Vinciguerra, 1883 )[51]
    - Cabotí (Pseudaphya ferreri) (de Buen O. & Fage, 1908 )[52]

  - Família Callionymidae: 
    - Dragó (Callionymus lyra) (Linnaeus, 1758)[3]

  - Família Blenniidae: 
    - Rabosa de roca (Aidablennius sphynx)
    - Papagall (Blennius ocellaris) (Linnaeus, 1758)[3]
    - Rabosa (Lipophrys canevae) (Vinciguerra, 1880 )[53]
    - Rabosa negra (Lipophrys nigriceps) (Vinciguerra, 1883 )[51]
    - Gallet (Lipophrys pavo) (Risso, 1810 )[31]
    - Gall faver (Parablennius gattorugine) (Brünnich, 1768 )[3]
    - Llepissós (Parablennius sanguinolentus) (Pallas, 1811 )[54]
    - Banyut (Parablennius tentacularis) (Brünnich, 1768)[18]
    - Rabosa petita (Parablennius zvonimiri) (Kolombatovic, 1892 )[55]

  - Família Tripterygiidae: 
    - Cabot vermell (Tripterygion melanurus) (Guichenot, 1850 )[56]

  - Família Sphyraenidae: 
    - Espet (Sphyraena sphyraena) (Linnaeus, 1758)[3]

  - Família Mugilidae: 
    - Llissa (Chelon labrosus) (Risso, 1826)[57]
    - Llissa galta-roja (Liza aurata) (Risso, 1810)[31]
    - Llíssera (Liza ramado) (Risso, 1810)[31]
    - Llissa agut (Liza saliens) (Risso, 1810)[38]
    - Cap-pla (Mugil cephalus) (Linnaeus, 1758)[3]
- Ordre Tetraodontiformes: 
  - Família Molidae: 
    - Bot (Mola mola) (Linnaeus, 1758)[3]

  - Família Balistidae: 
    - Surer (Balistes carolinensis) (Gmelin, 1789)[58]
- Ordre Pleuronectiformes: 
  - Família Scophthalmidae:
- Bruixa (Lepidorhombus boscii) (Risso, 1810)[31]
  -     - Palaia (Phrynorhombus regius) (Bonnaterre, 1788)[2]
    - Rèvola (Psetta maxima) (Linnaeus, 1758)[3]
    - Rèmol (Scophthalmus rhombus) (Linnaeus, 1758)[3]

  - Família Bothidae: 
    - Pedaç (Bothus podas podas)

  - Família Soleidae: 
    - Palaia de Sant Pau (Microchirus ocellatus) (Linnaeus, 1758)[3]
    - Peluda (Microchirus variegatus) (Donovan, 1808)[59]
    - Llenguado (Solea vulgaris)

  - Família Cynoglossidae: 
    - Llengua (Symphurus ligulatus) (Cocco, 1844)[60][61]

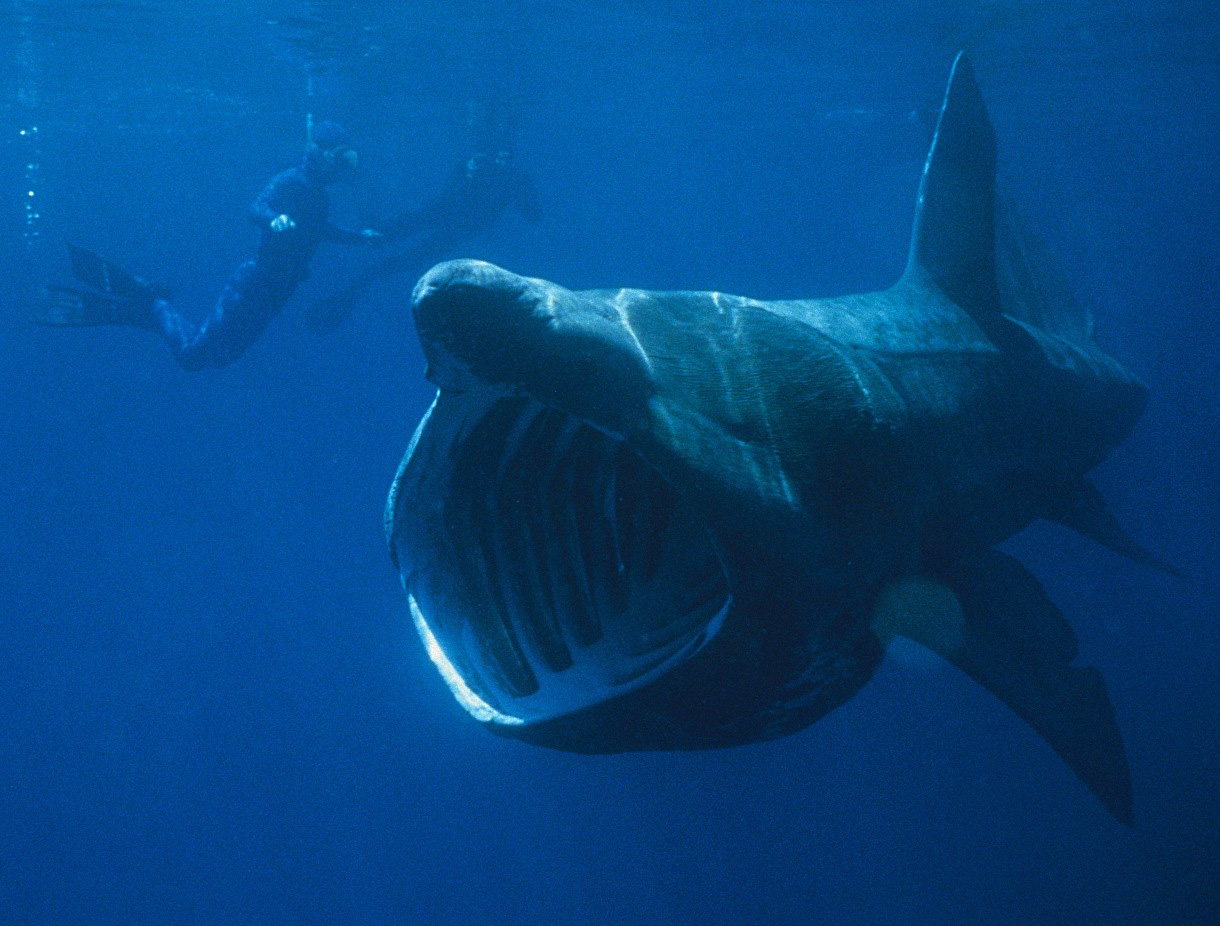
Tauró pelegrí (Cetorhinus maximus)
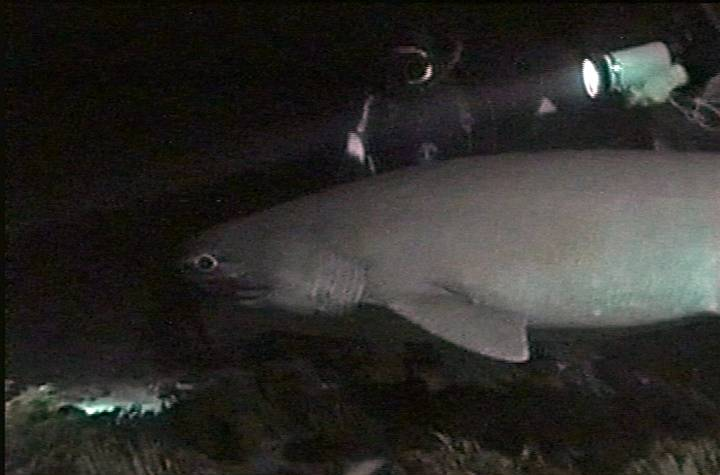
Boca dolça (Hexanchus griseus)
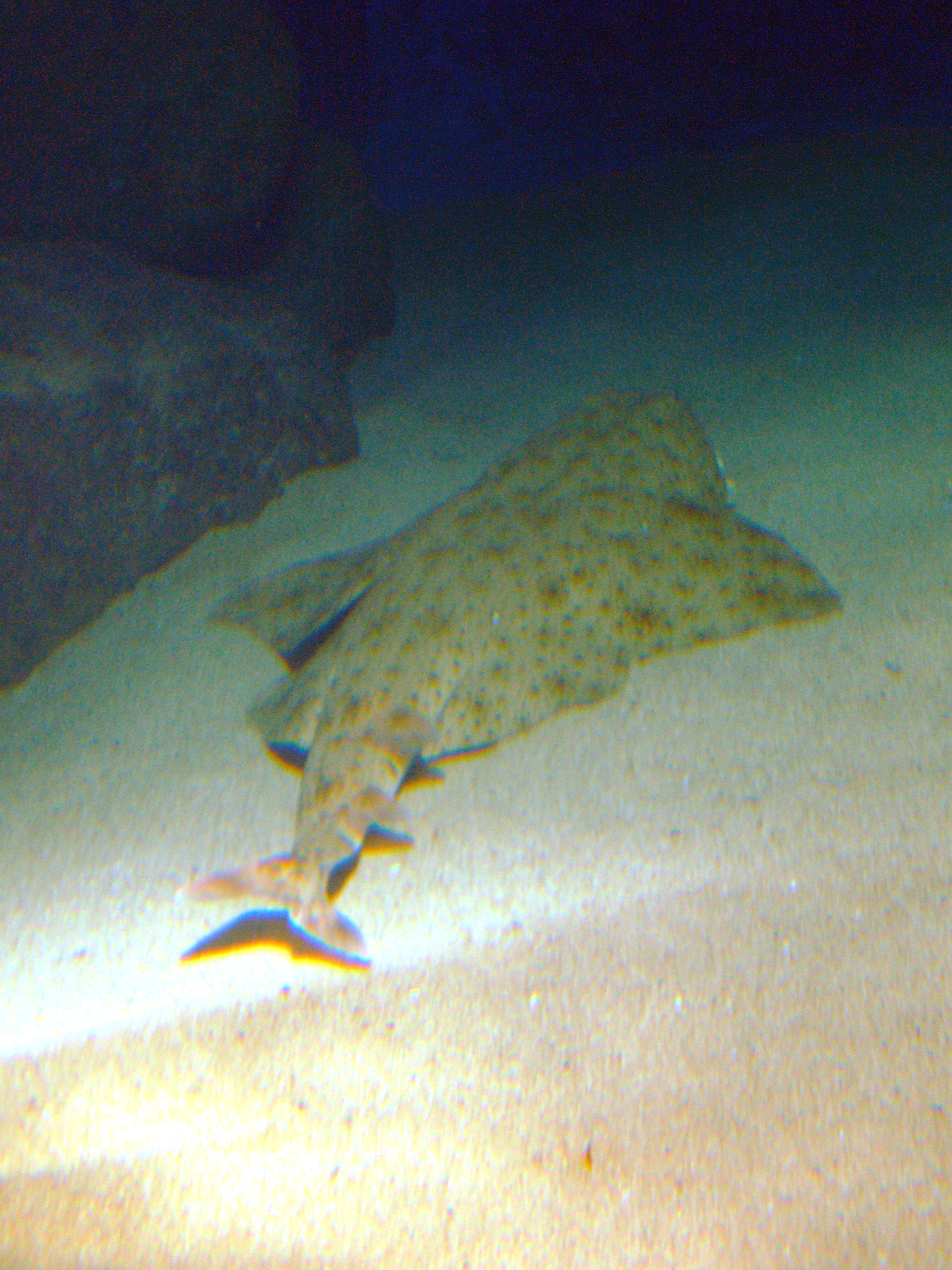
Escat (Squatina squatina)
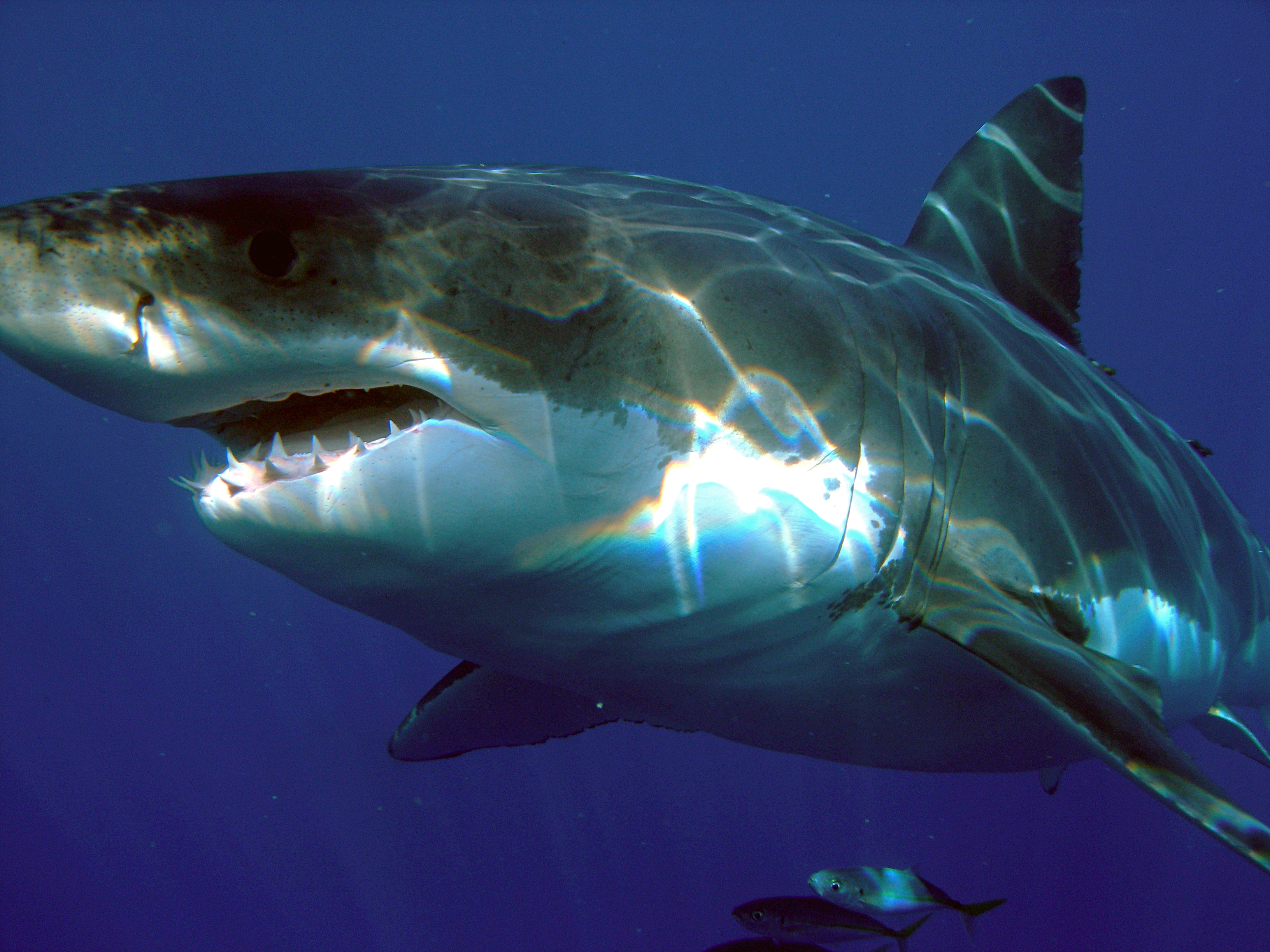
Tauró blanc (Carcharodon carcharias)
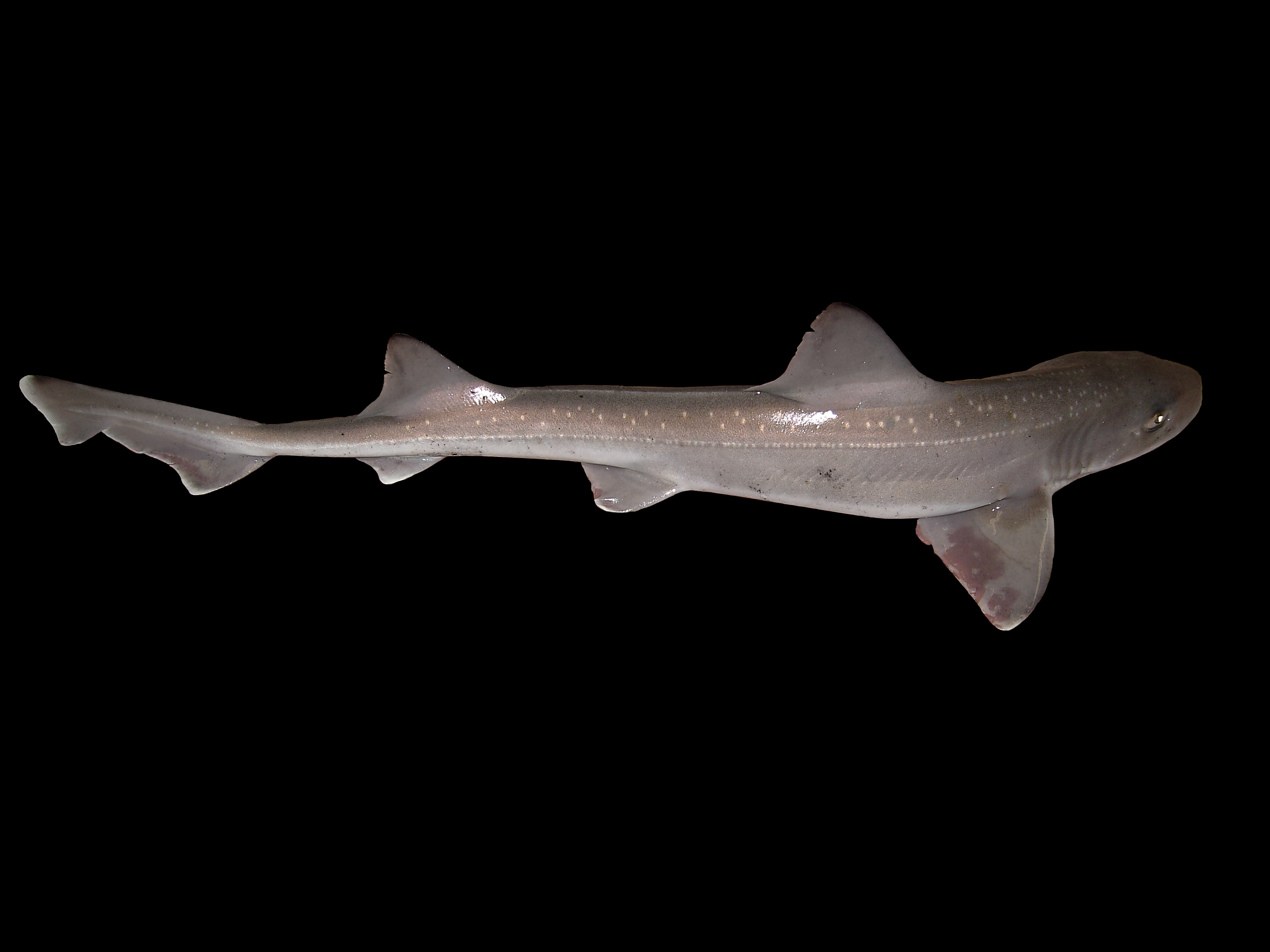
Mussola (Mustelus mustelus)
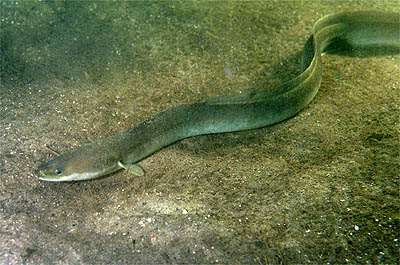
Anguila (Anguilla anguilla)
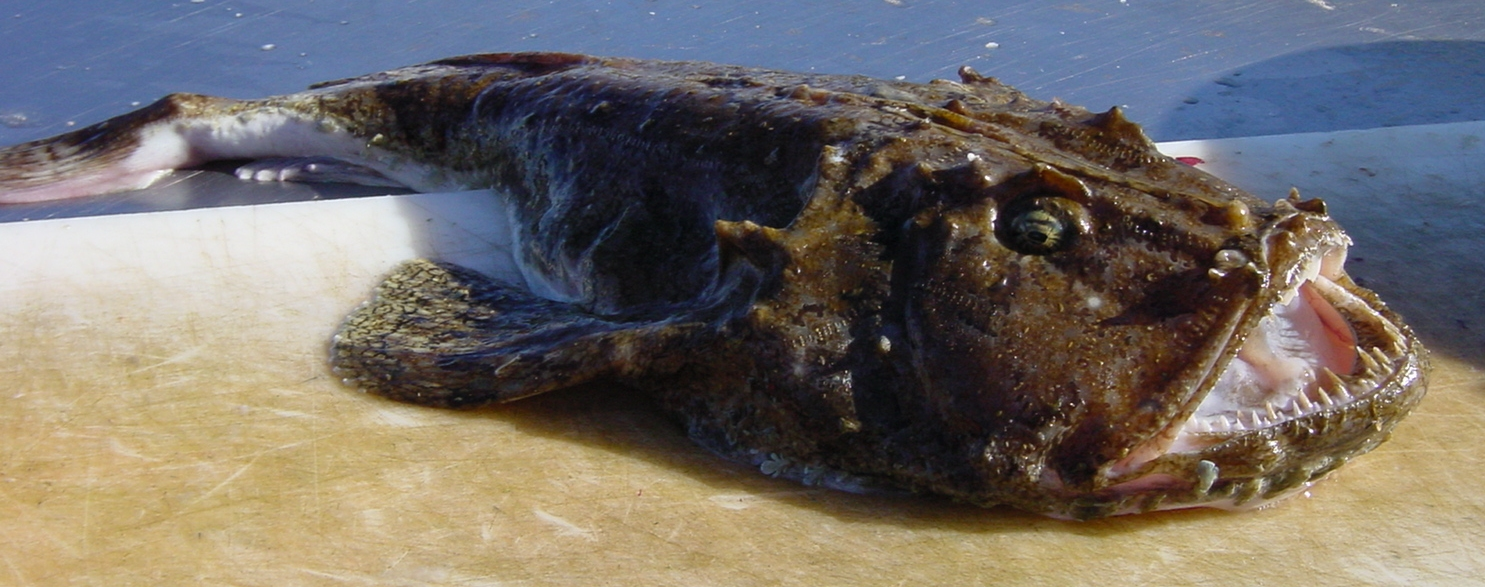
Rap (Lophius piscatorius)
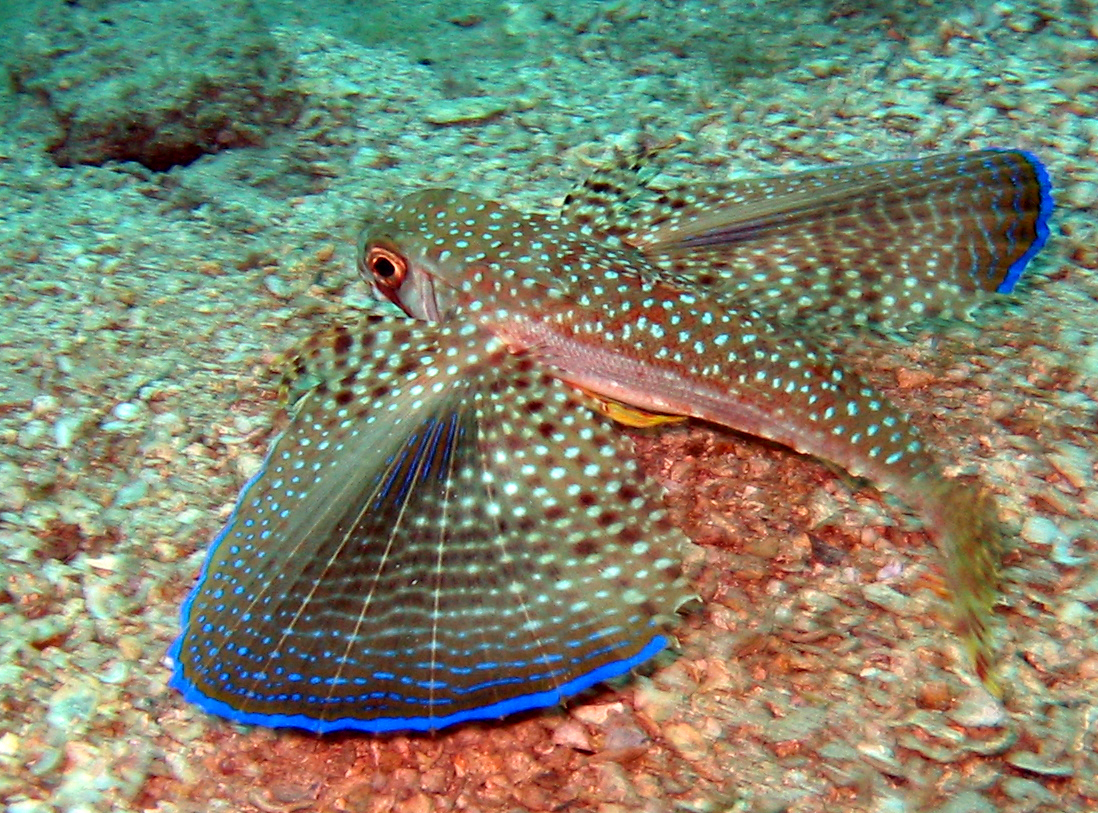
Xoriguer (Dactylopterus volitans)
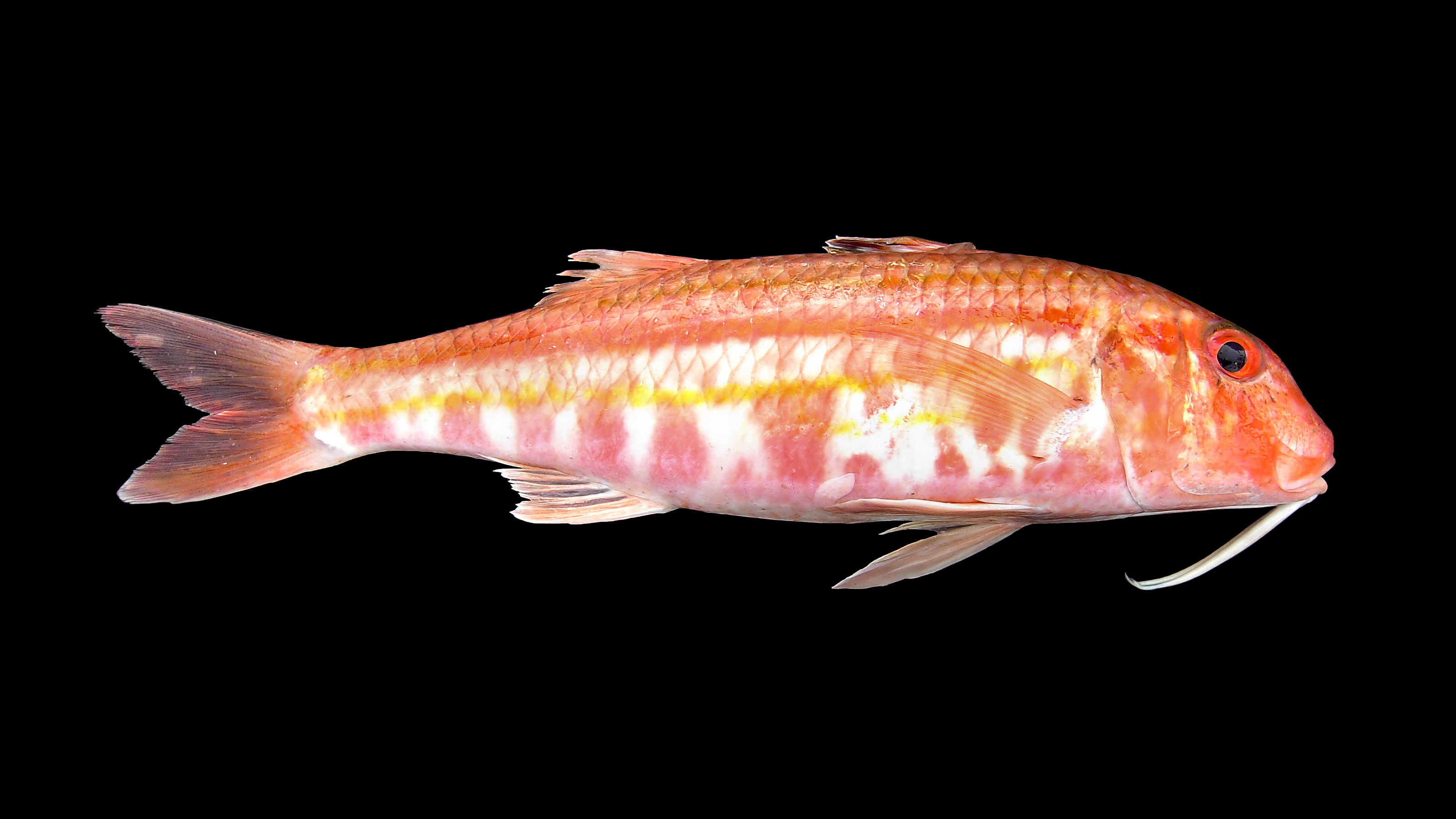
Moll de fang (Mullus barbatus)
Serviola (Seriola dumerili)
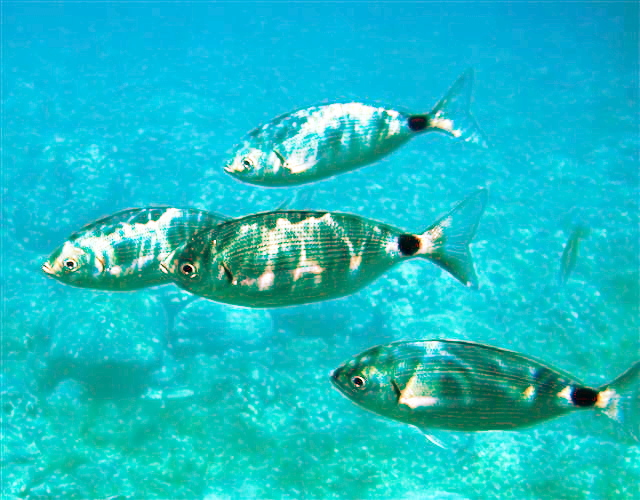
Oblada (Oblada melanura)
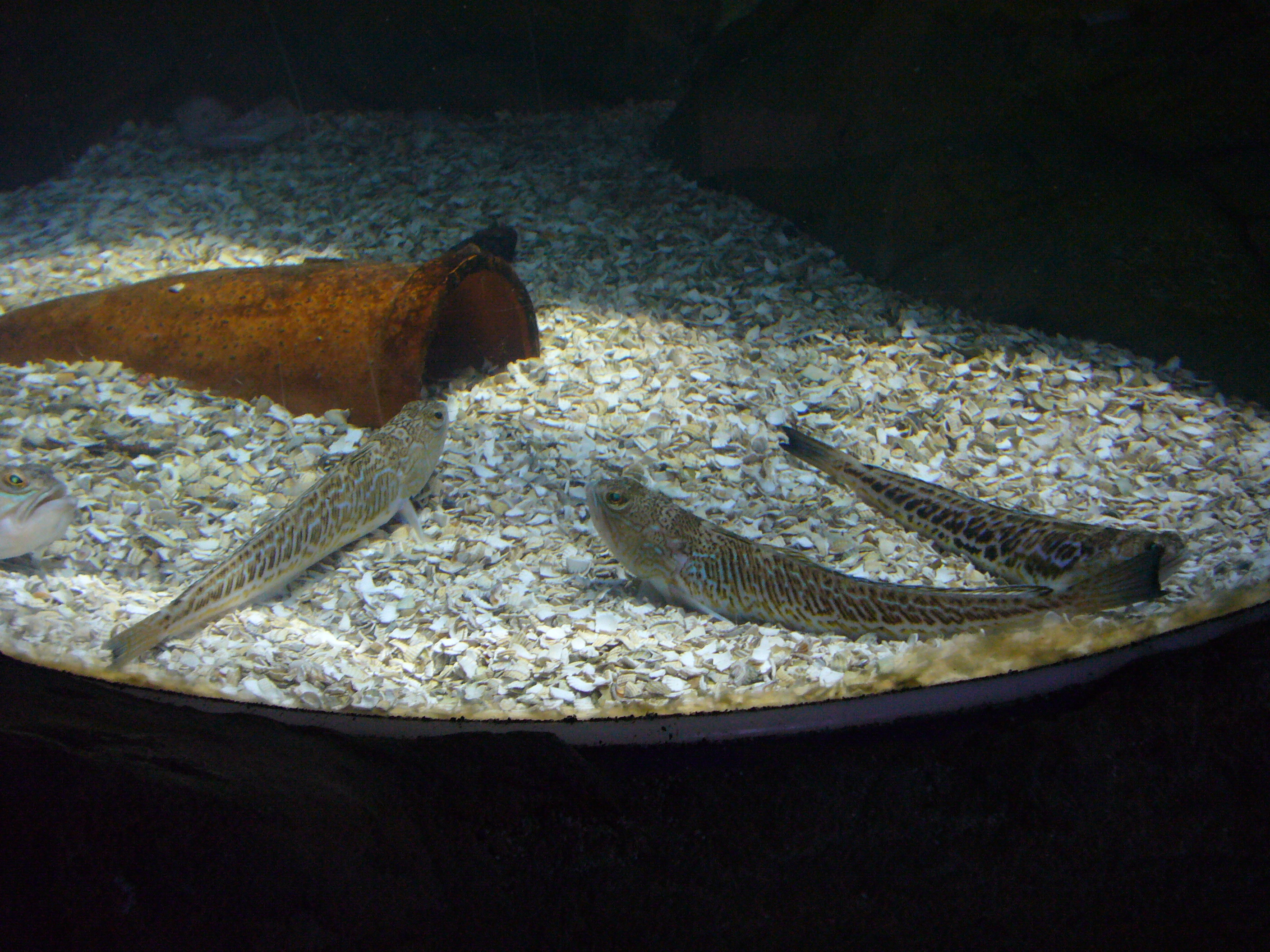
Aranya blanca (Trachinus draco)
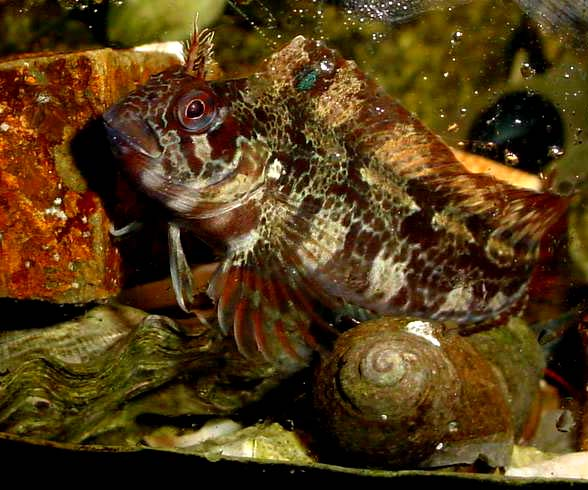
Papagall (Blennius ocellaris)
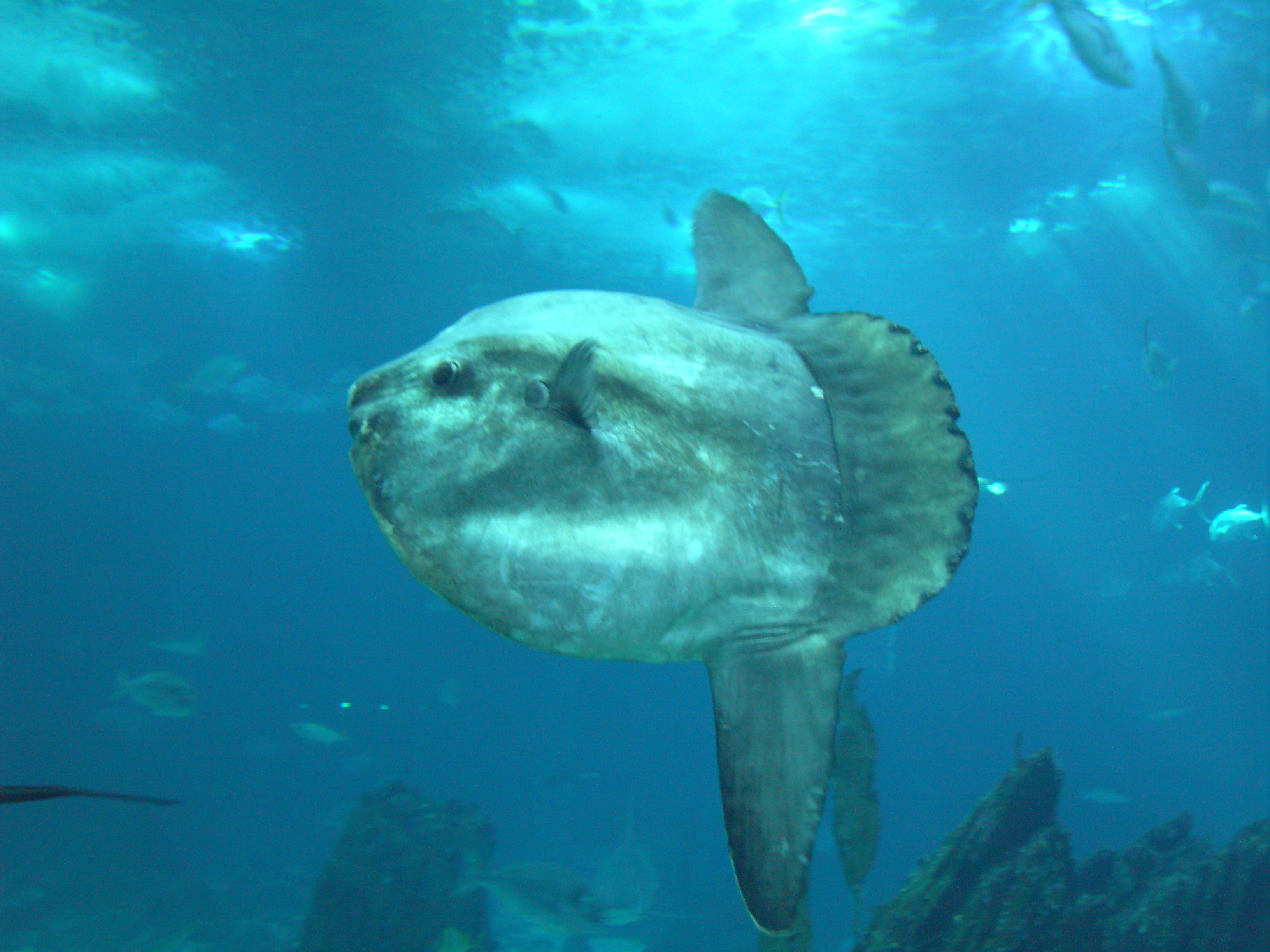
Bot (Mola mola)
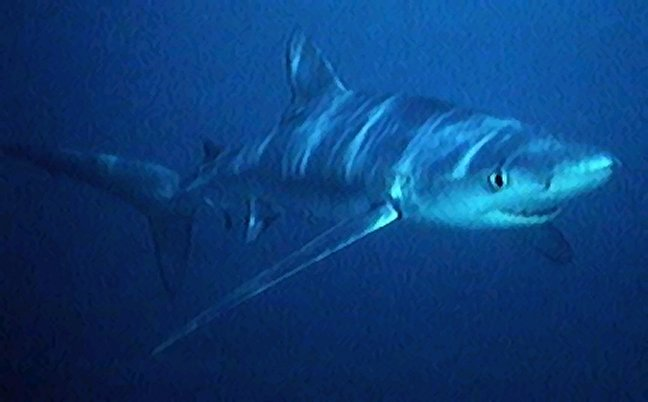
Tintorera (Prionace glauca)
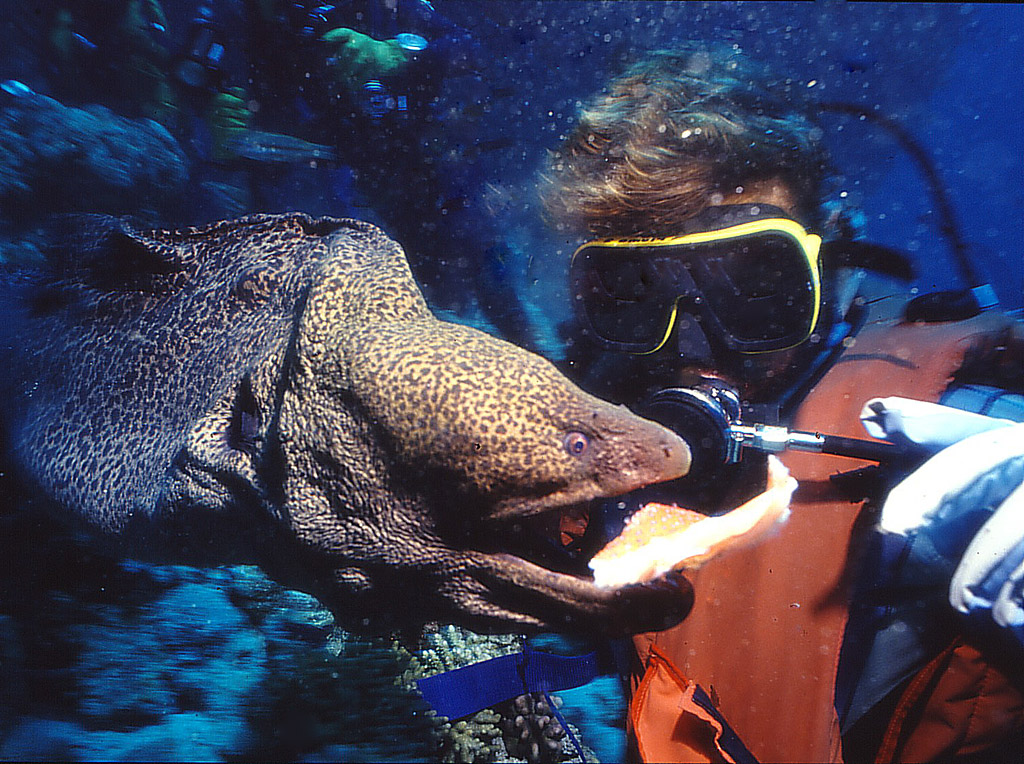
Morena (Muraena helena)
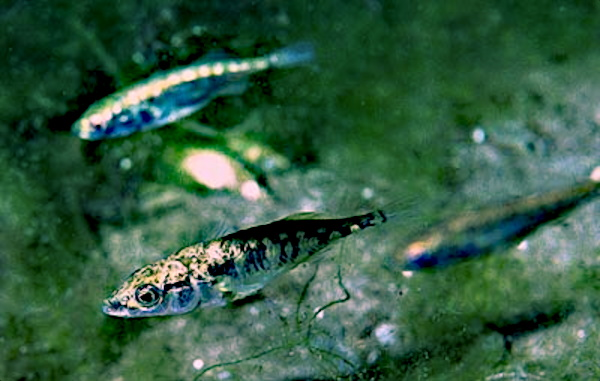
Jonquillo (Gasterosteus aculeatus)
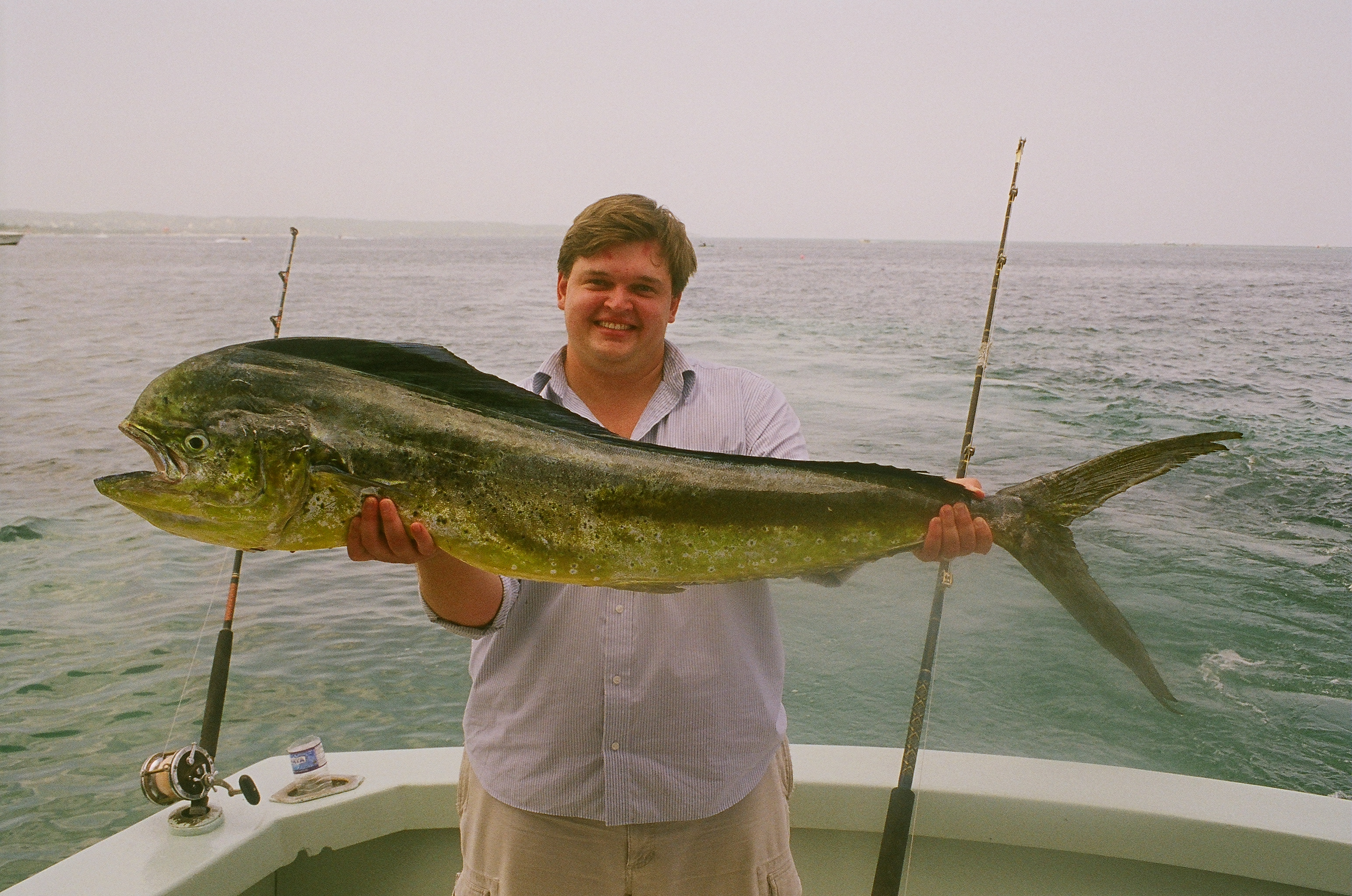
Llampuga (Coryphaena hippurus)
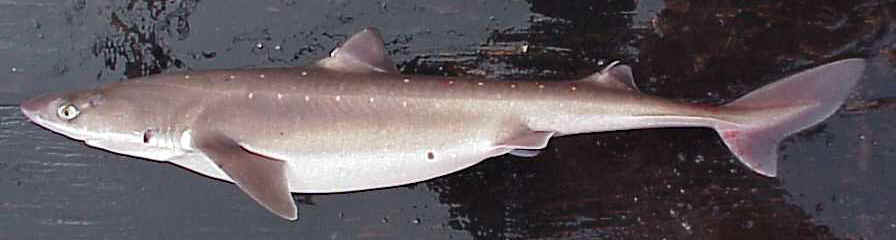
Quissona (Squalus acanthias)
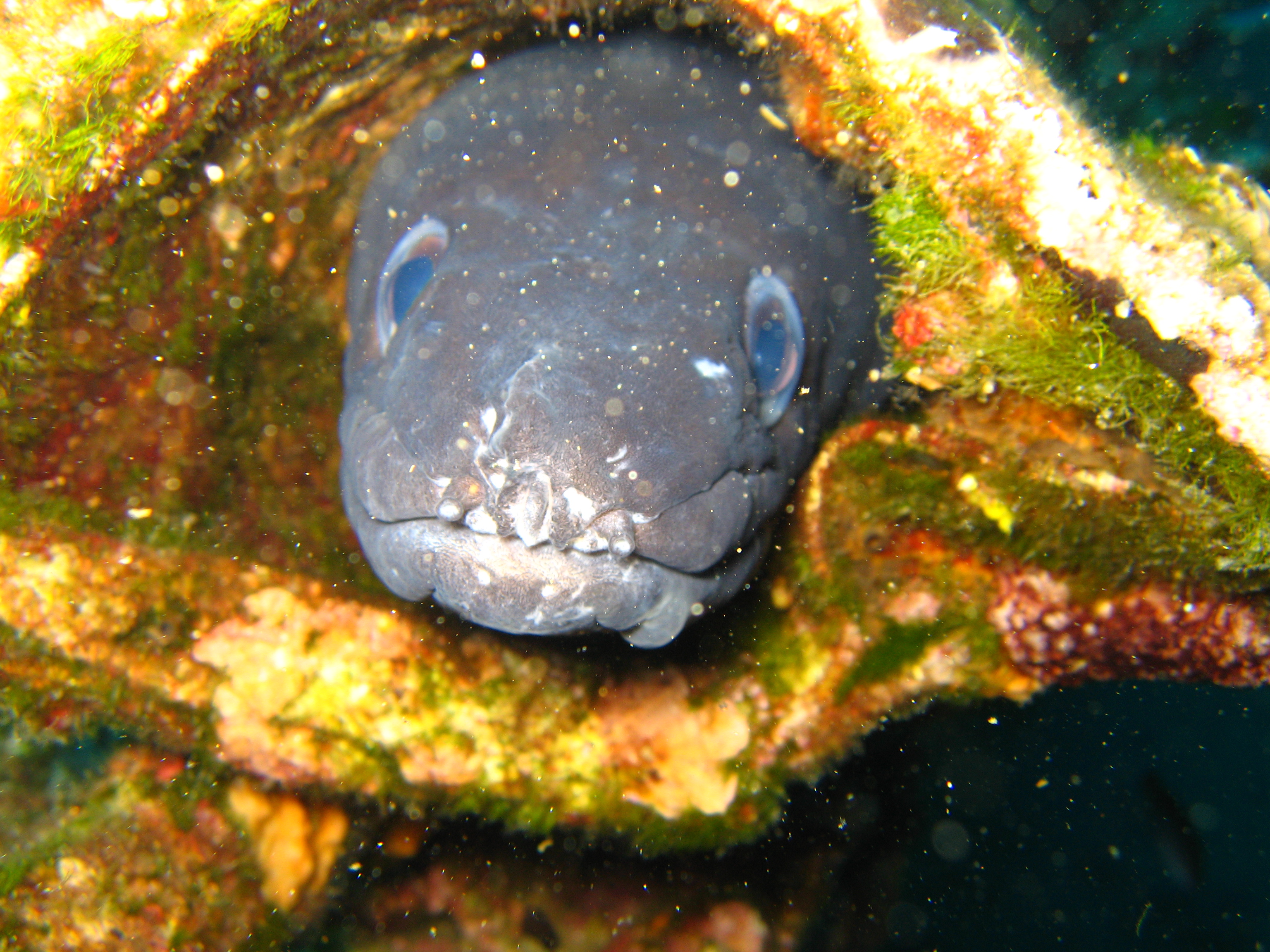
Congre (Conger conger)
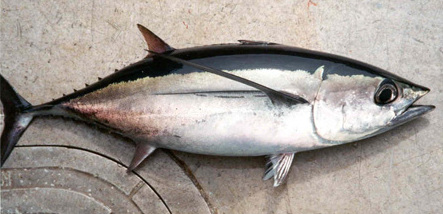
Bacora (Thunnus alalunga)
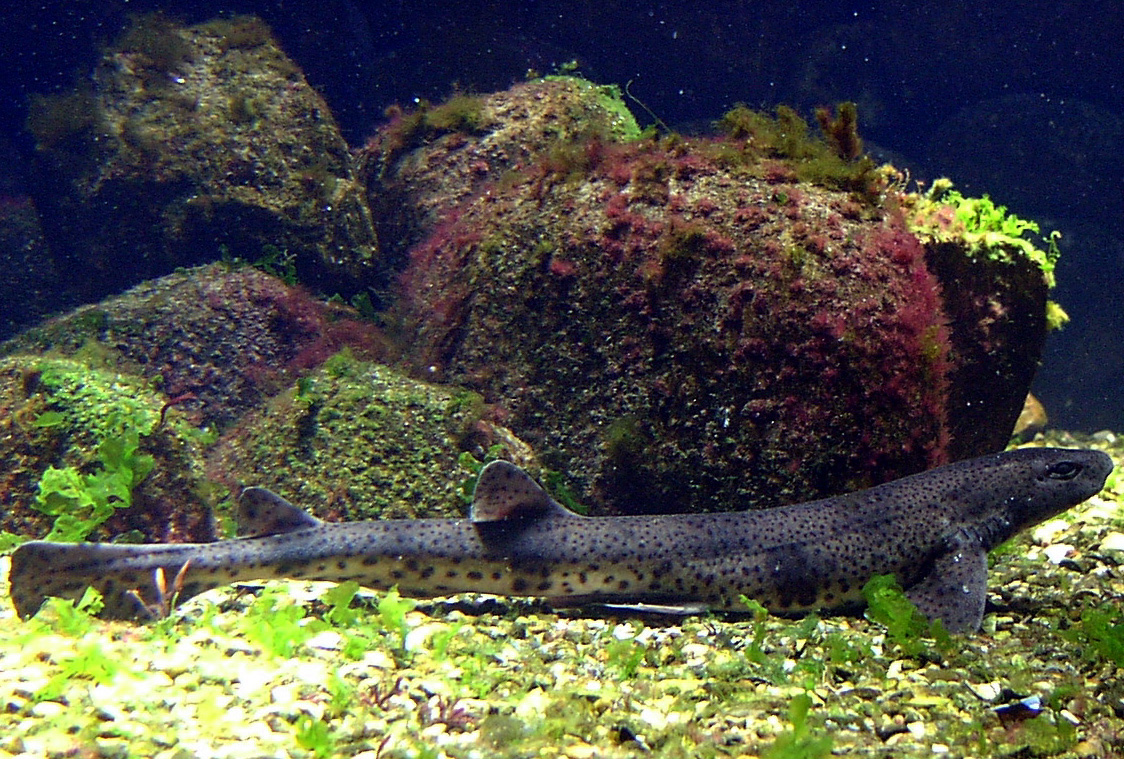
Gató (Scyliorhinus canicula)
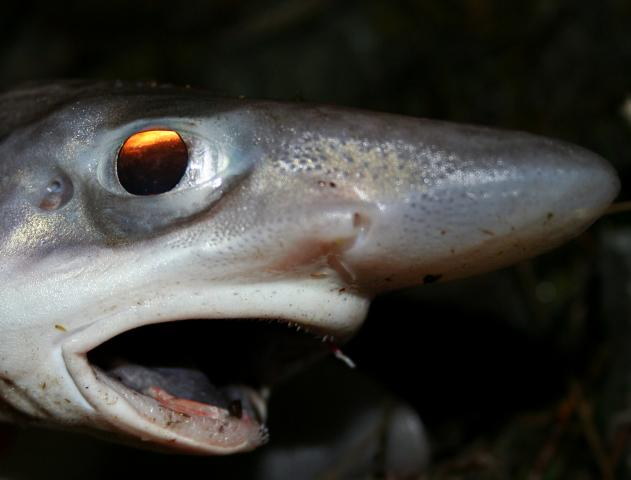
Moixina (Galeus melastomus)
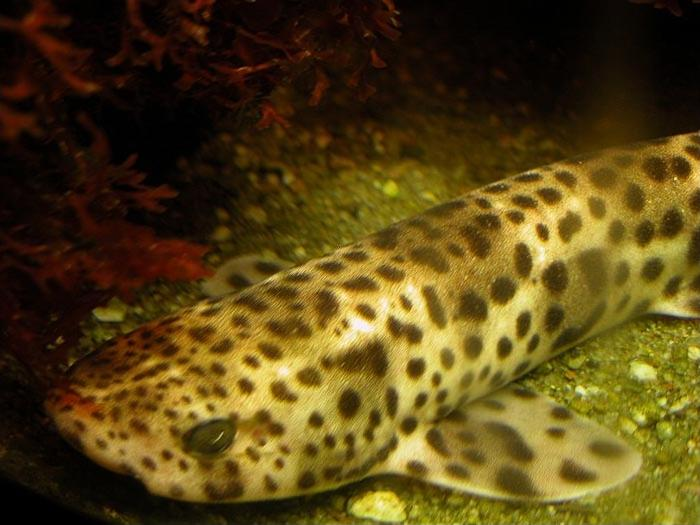
Gatvaire (Scyliorhinus stellaris)
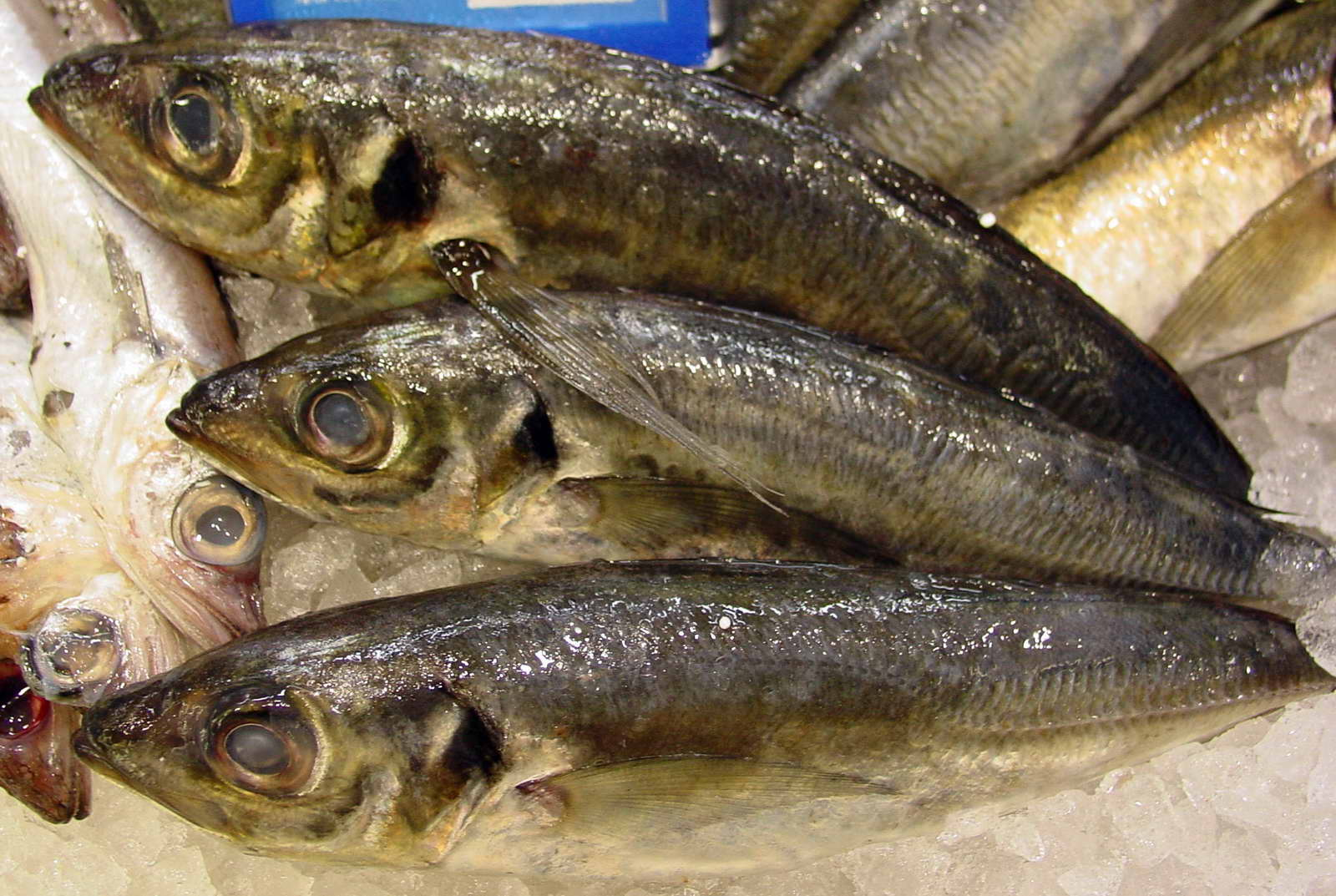
Sorell (Trachurus trachurus)
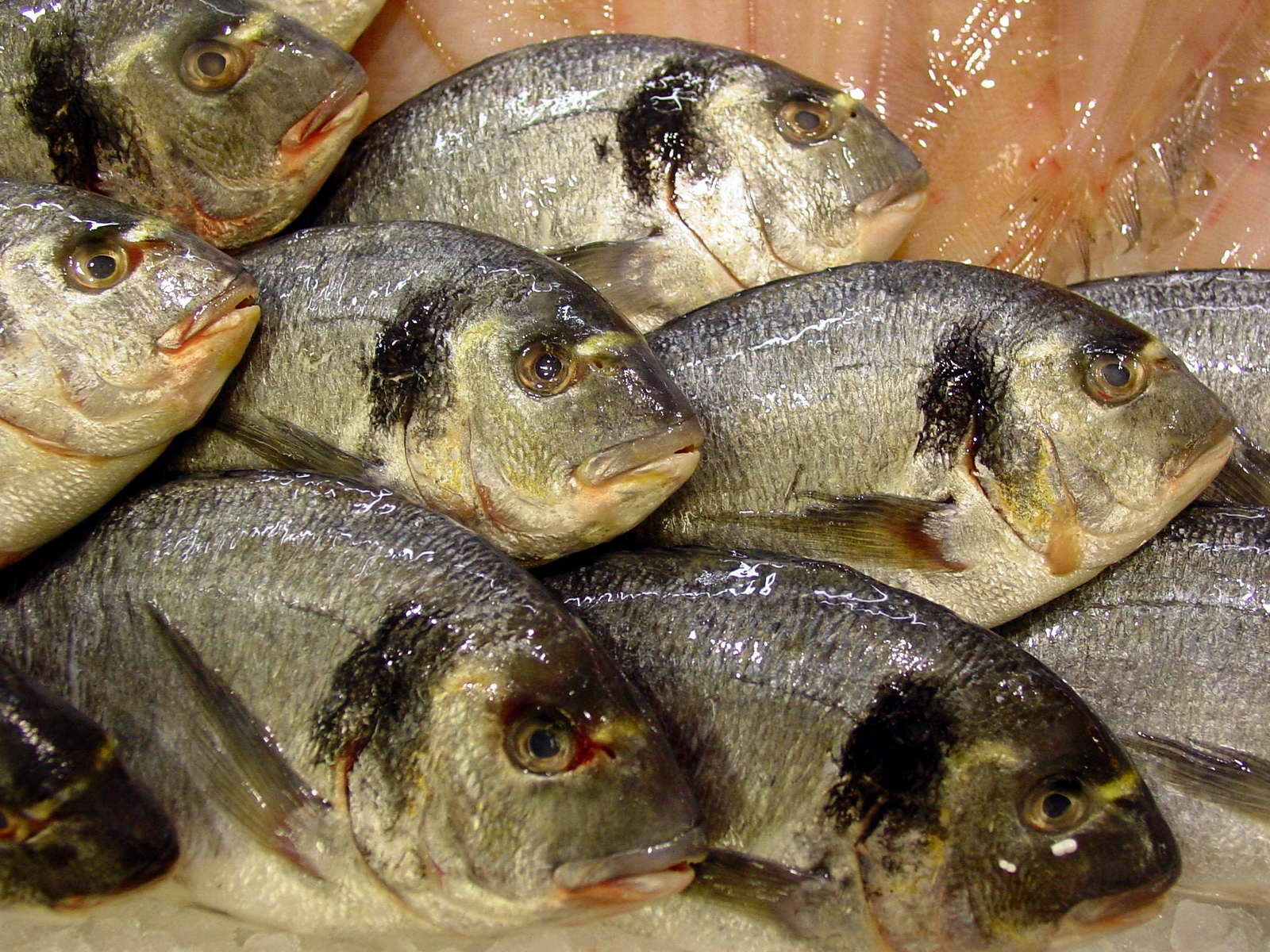
Orada (Sparus aurata)
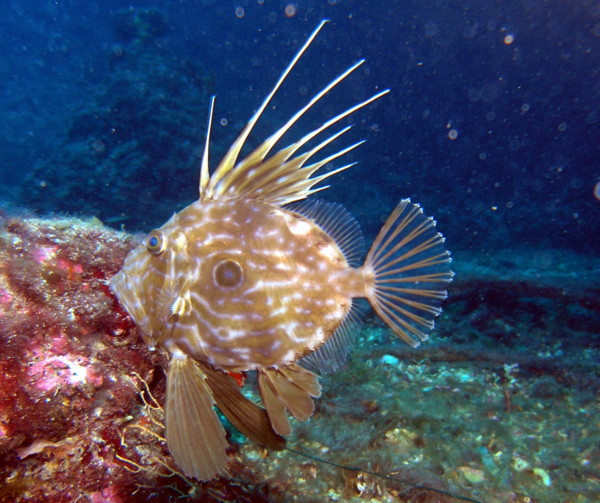
Gall de Sant Pere (Zeus faber)
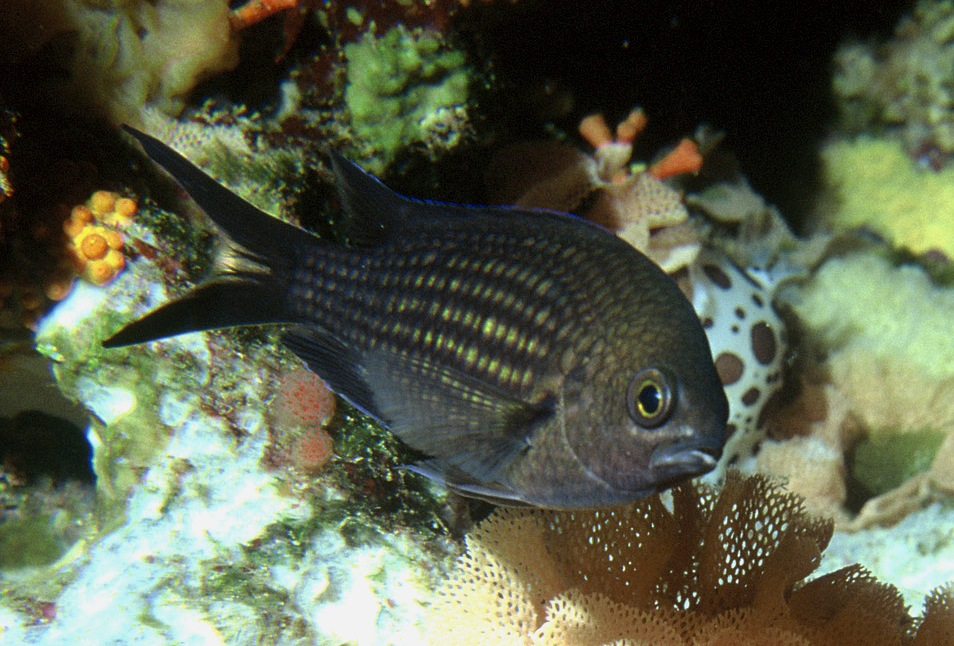
Tuta (Chromis chromis)
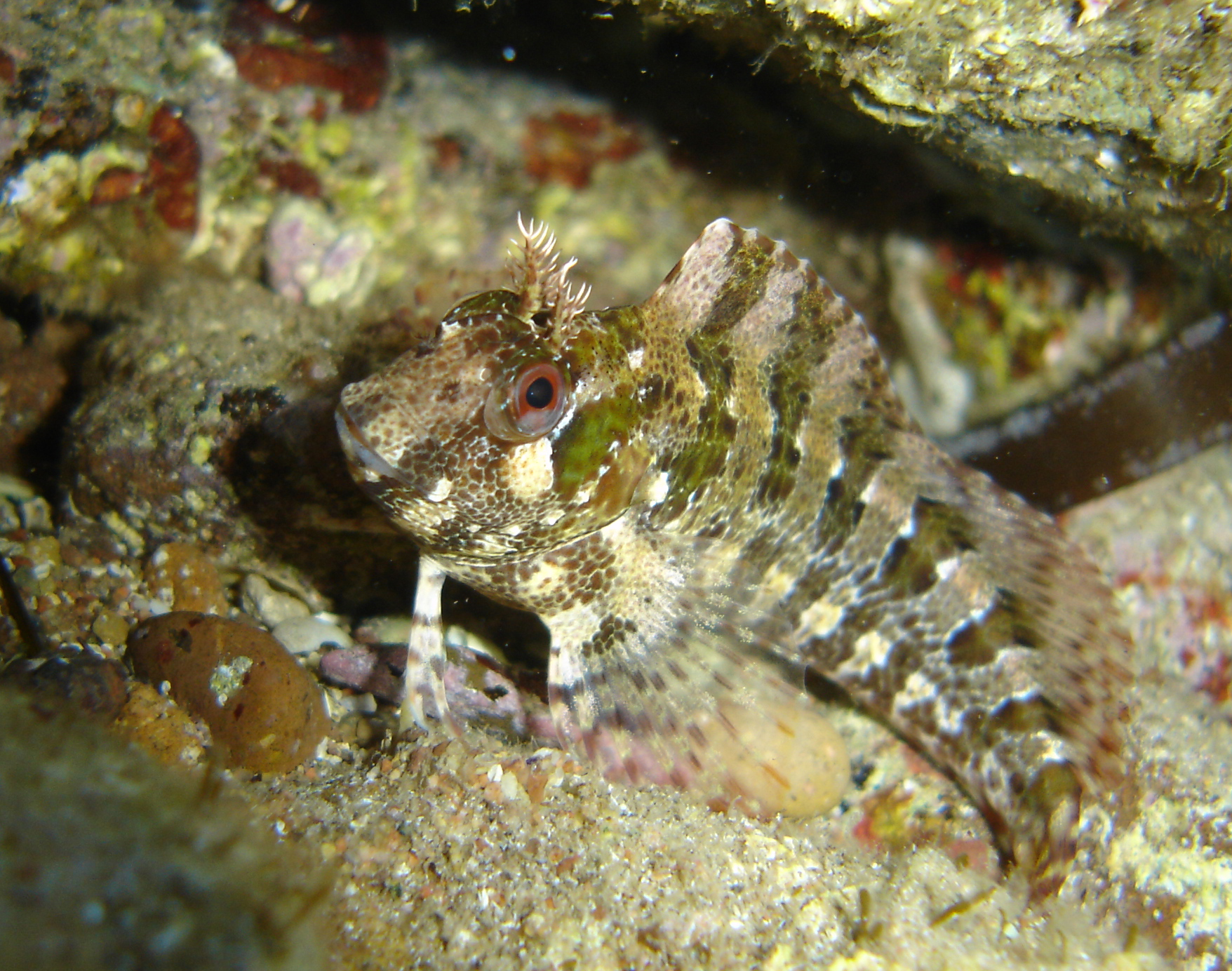
Gall faver (Parablennius gattorugine)
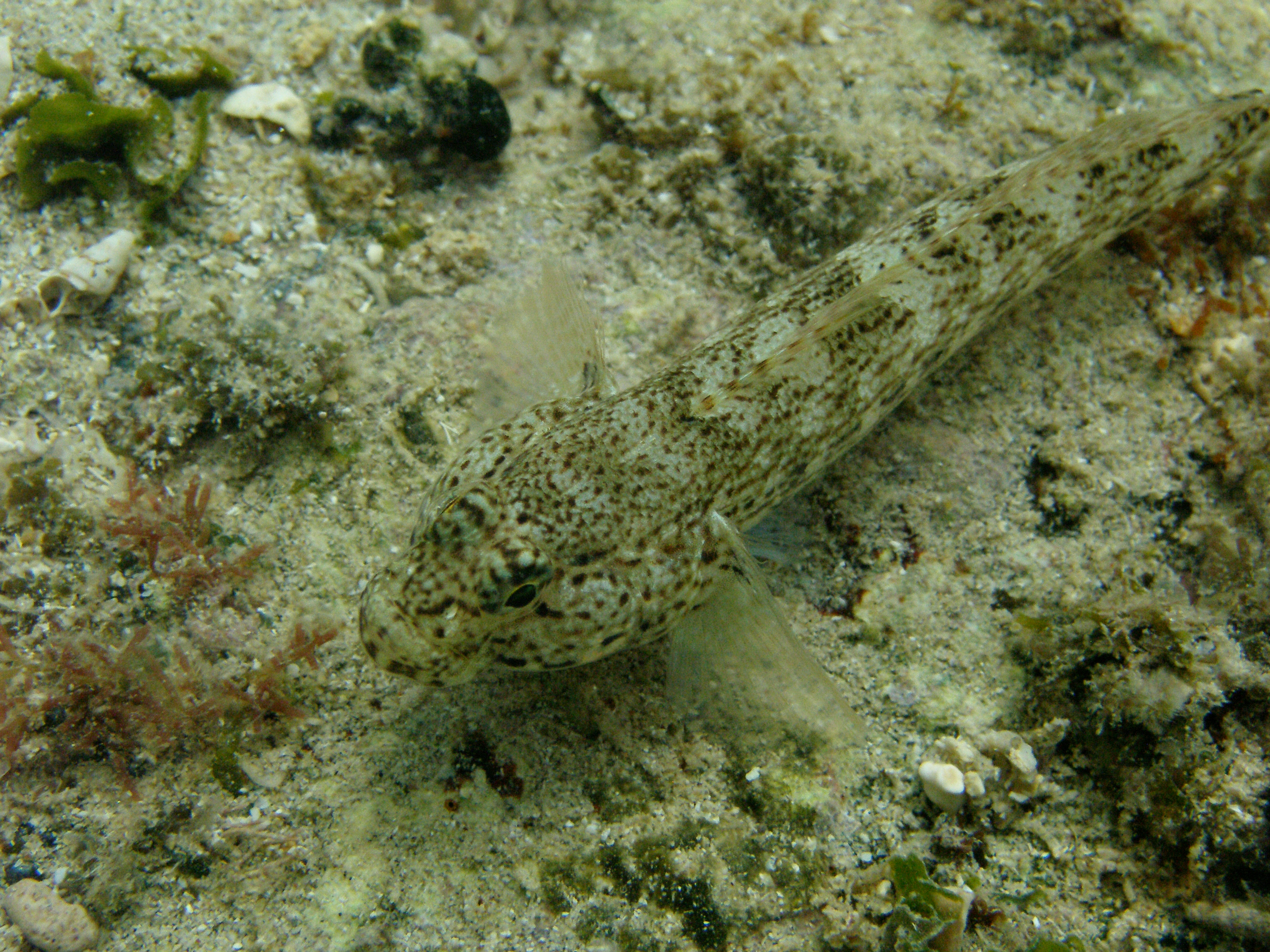
Cabot d'ortiga (Gobius bucchichi)
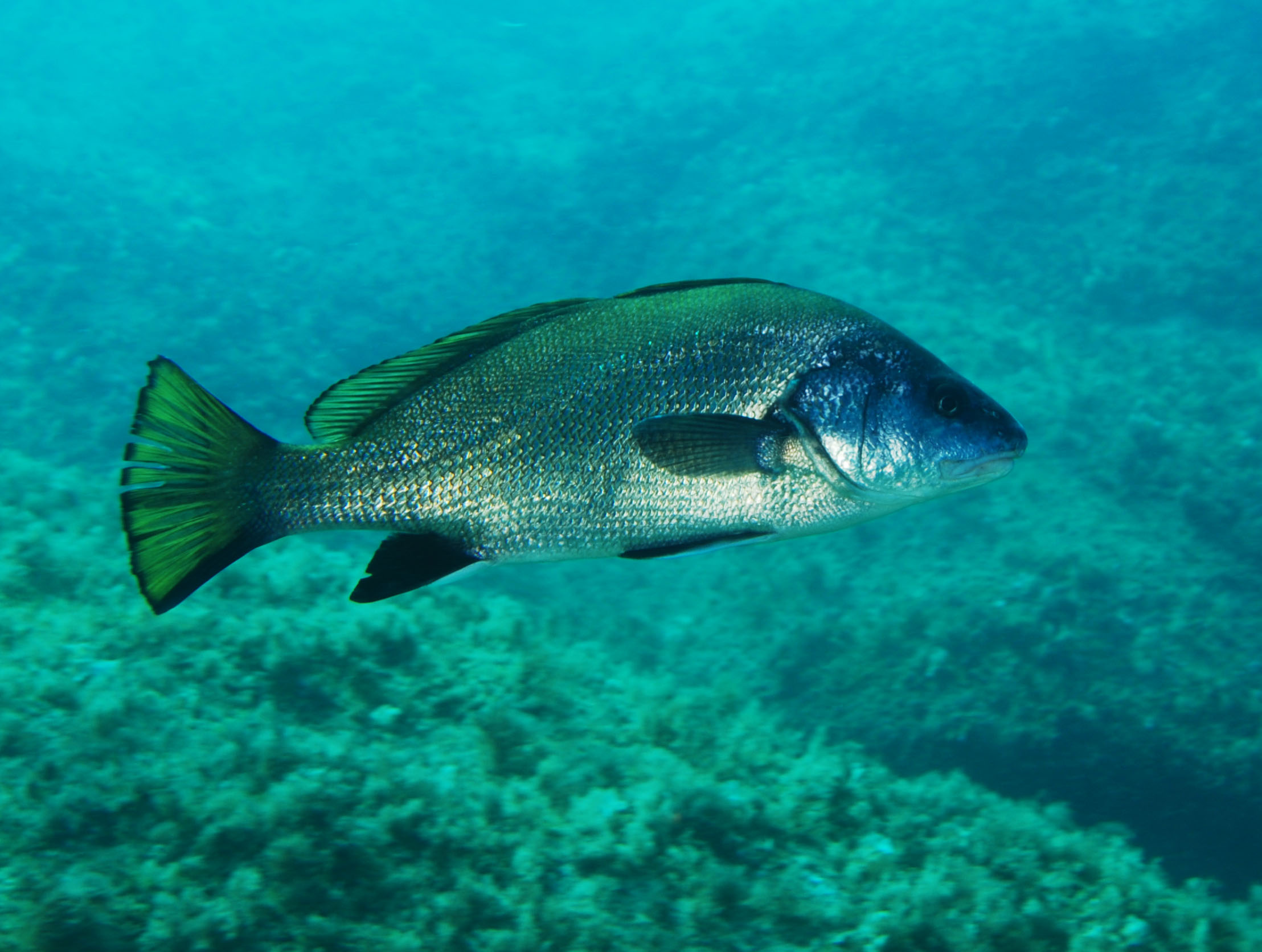
Corball de roca (Sciaena umbra)
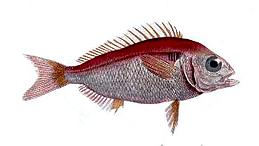
Goràs (Pagellus bogaraveo)
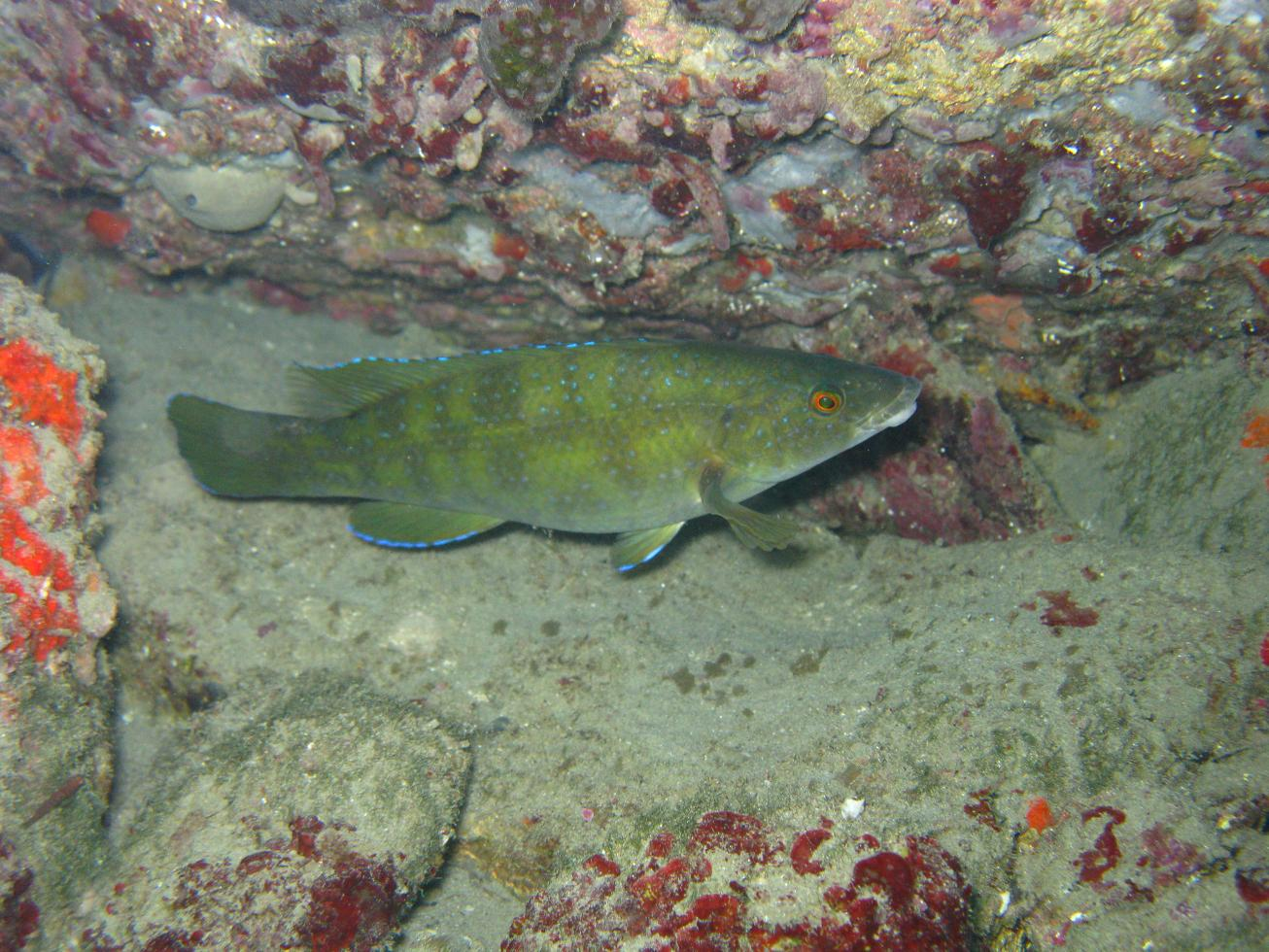
Tord massot (Labrus merula)
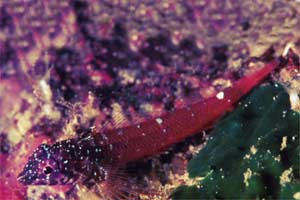
Cabot vermell (Tripterygion melanurus)
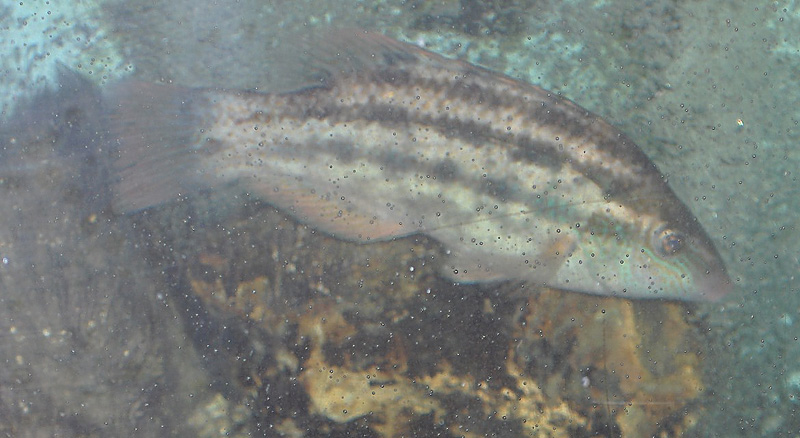
Llavió (Symphodus tinca)
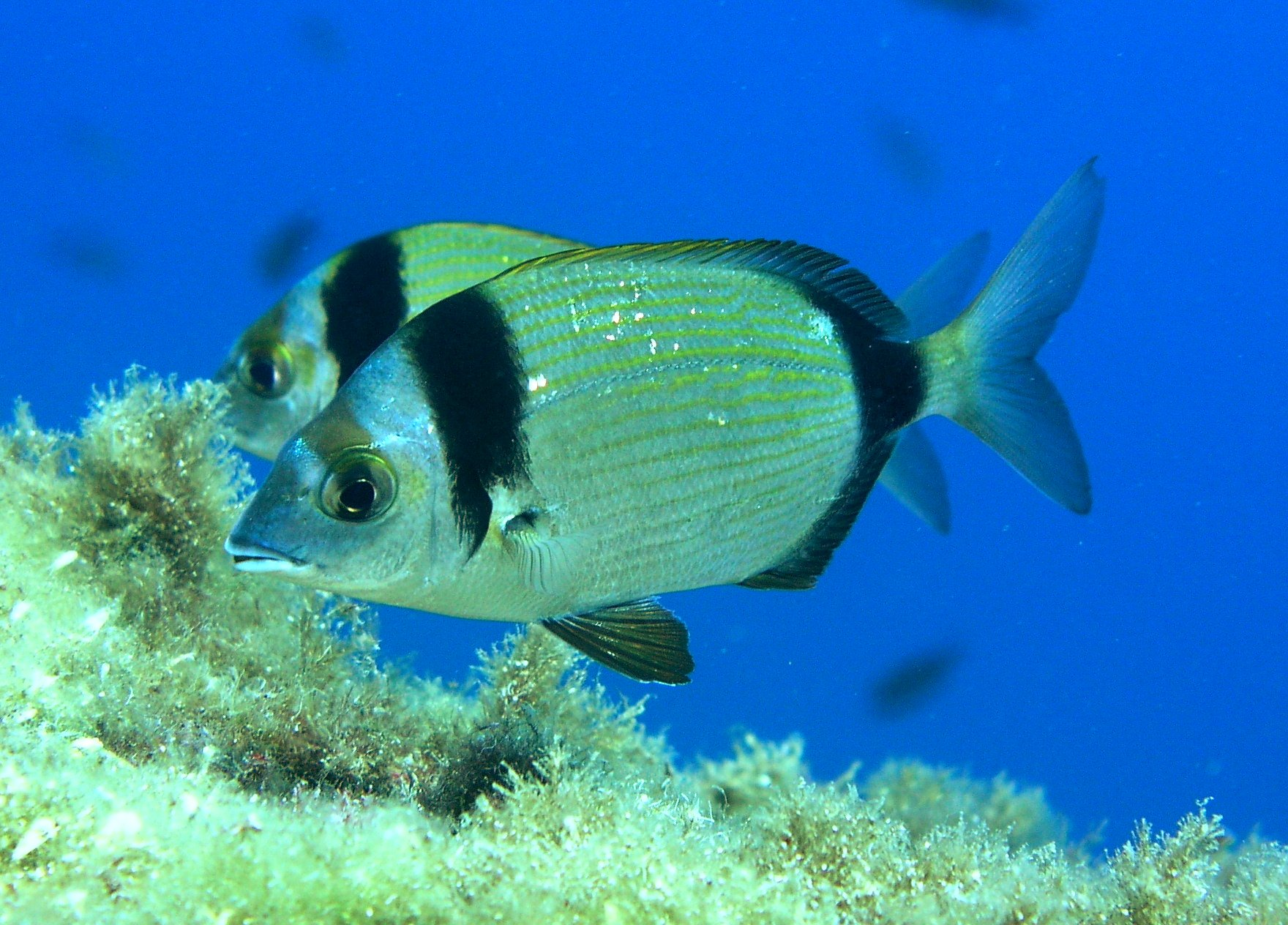
Variada (Diplodus vulgaris)
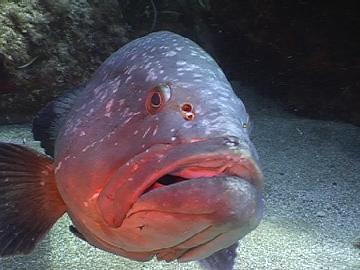
Anfós (Epinephelus marginatus)
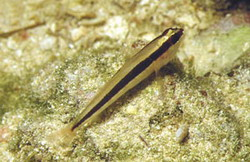
Cabot retxat (Gobius vittatus)
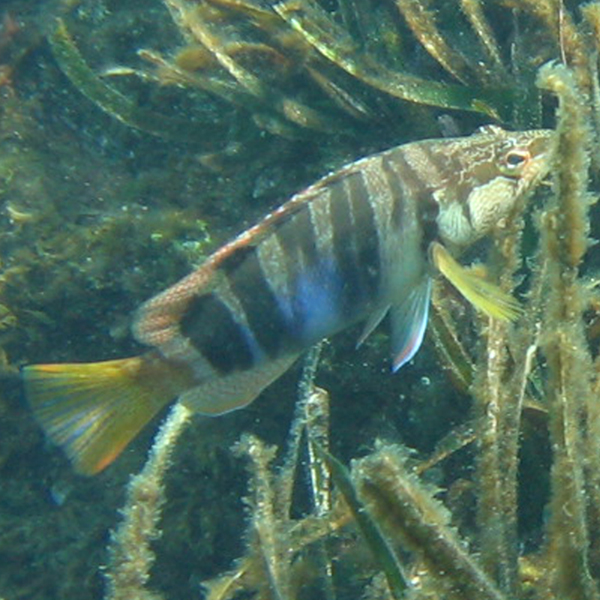
Vaca (Serranus scriba)
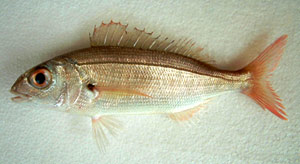
Besuc (Pagellus acarne)
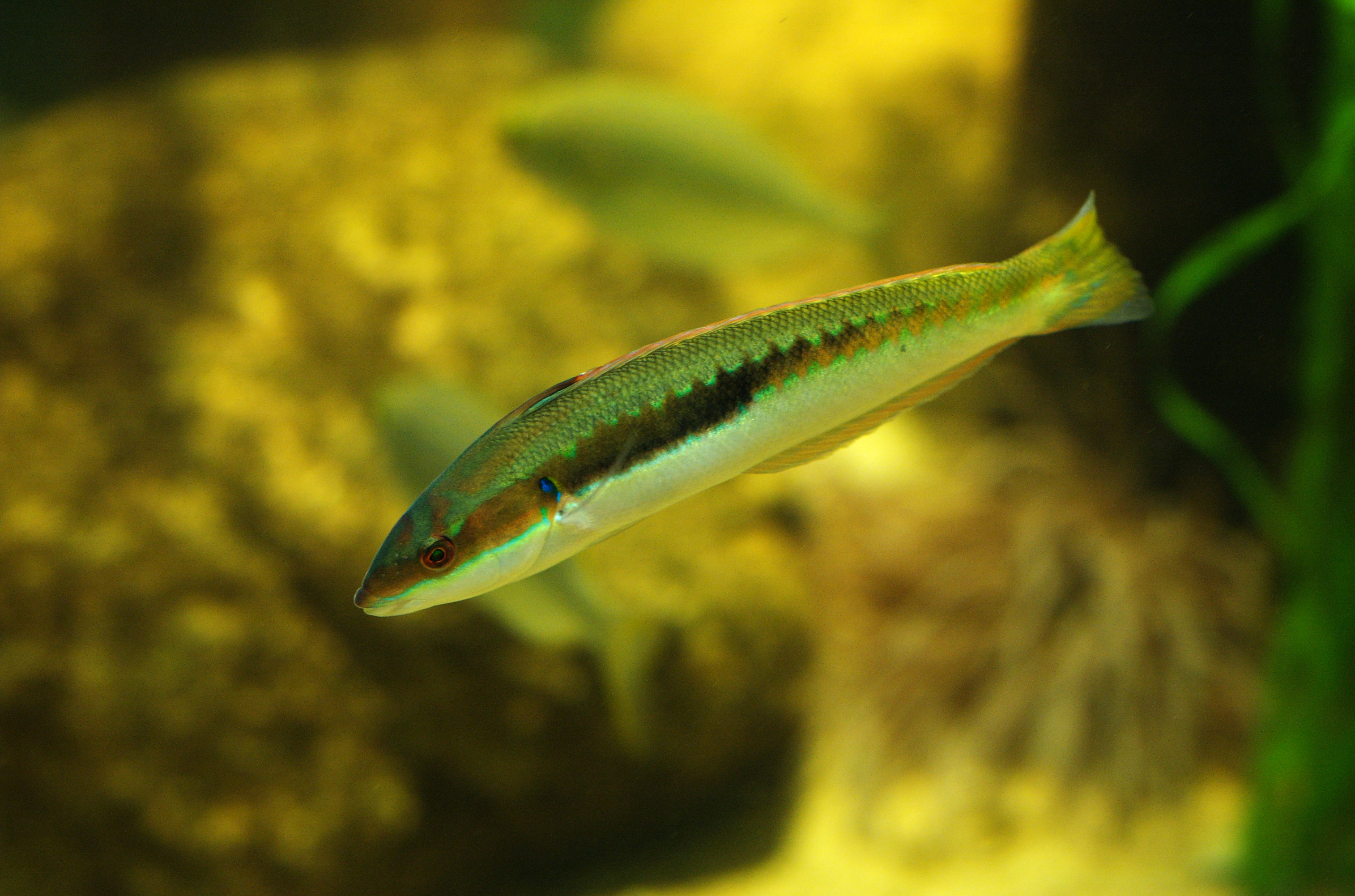
Femella de donzella (Coris julis)
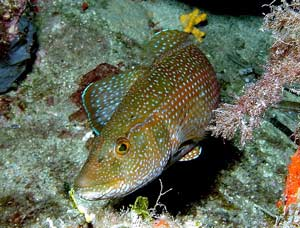
Grívia (Labrus viridis)
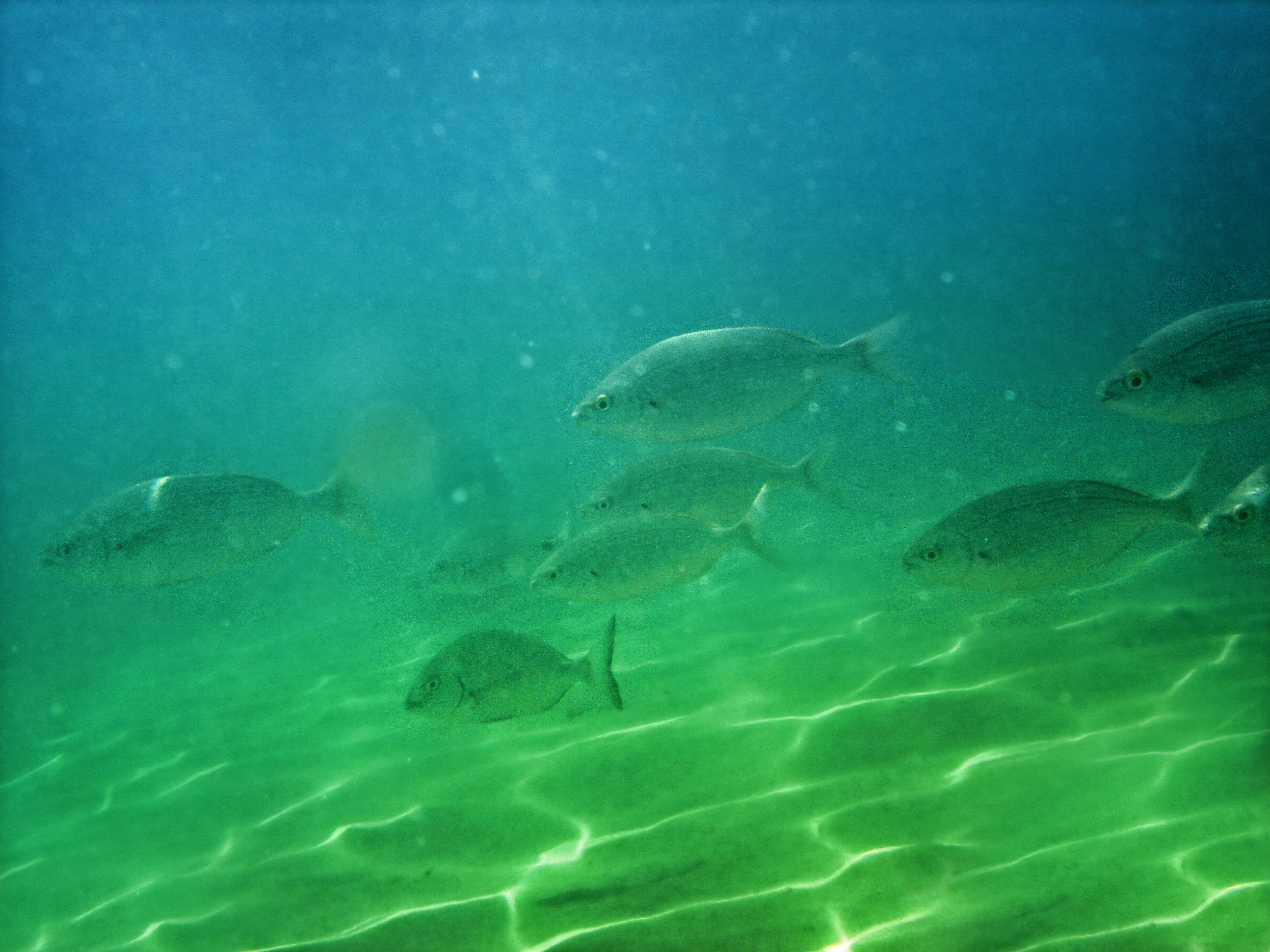
Mola de roncadors (Pomadasys incisus)
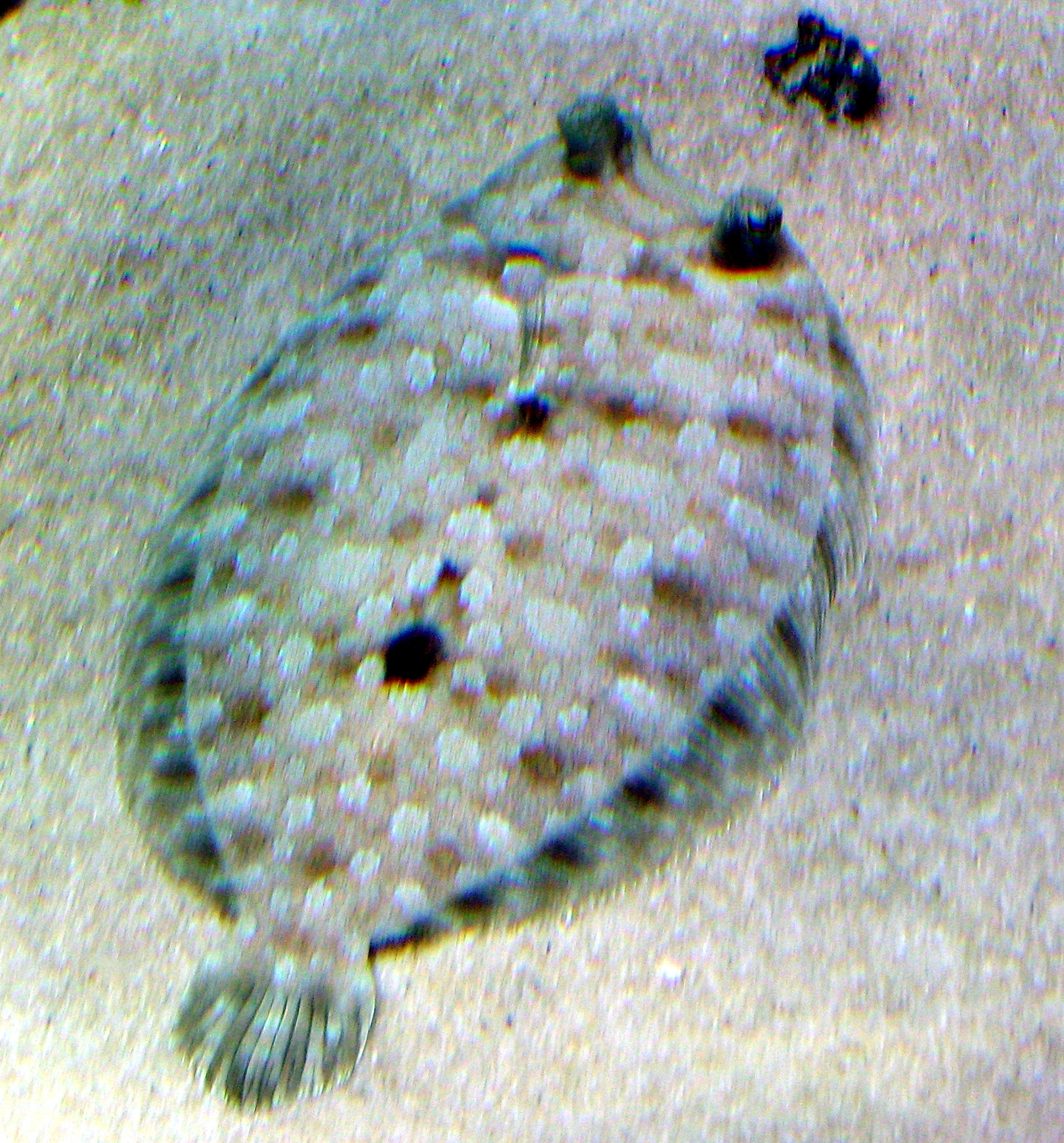
Pedaç (Bothus podas)
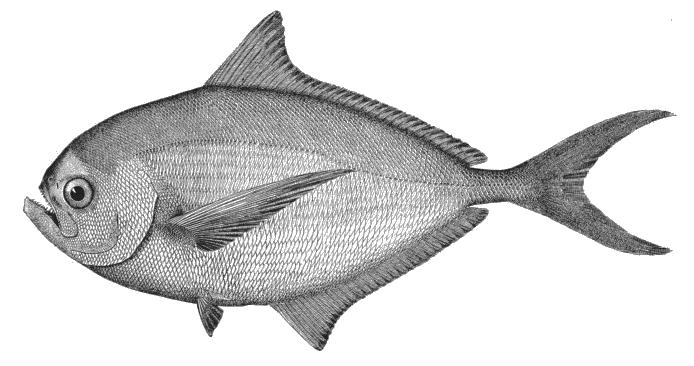
Castanyola (Brama brama)
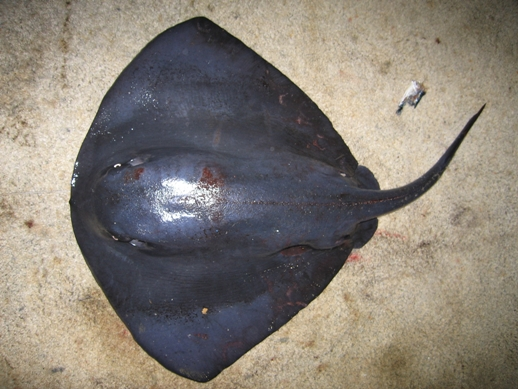
Escurçana violeta (Dasyatis violacea)
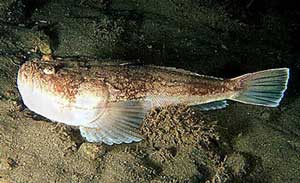
Rata (Uranoscopus scaber)
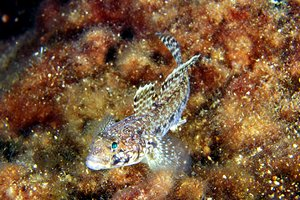
Cabot d'arena (Gobius geniporus)
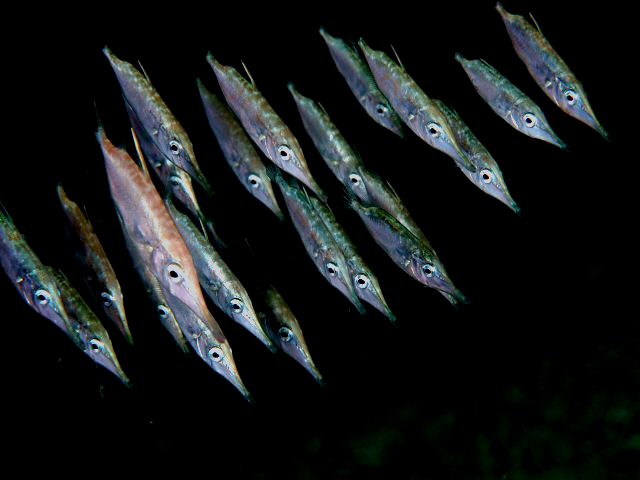
Mola de trompeters (Macroramphosus scolopax)
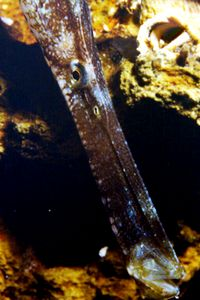
Serpentí (Syngnathus typhle)